# Comil Carrocerias e Ônibus
A Comil Ônibus S.A. é uma encarroçadora de ônibus brasileira, com sede na cidade de Erechim, no Rio Grande do Sul. O nome é um acrônimo de Corradi e Mascarello Indústria Ltda.
Criada em 1985 a partir da aquisição da massa falida da Incasel - Indústria de Carrocerias Serrana Ltda pelo grupo paranaense Comil, fabricante de silos e secadores, com sede em Cascavel, formado pela sociedade entre as famílias Corradi e Mascarello.
Em 23 de maio de 2003, a sociedade foi desfeita e o Grupo Mascarello, que continuou com a fabricação de silos, fundou a Mascarello Carrocerias e Ônibus Ltda. A Comil Ônibus S.A. continuou a produção da linha Incasel, mas aos poucos passou a criar novos projetos. Chegou a inaugurar uma unidade em Lorena, no Estado de São Paulo, encerrando suas atividades dois anos após o início das operações, por erros de gestão.
Atualmente é a segunda maior fabricante de ônibus rodoviário do país, contando com boa parte da produção nacional do setor. Com o parque fabril de Erechim somando 40 mil metros quadrados, tem capacidade de produção de 4,5 mil unidades por ano. Conta também com uma fábrica no México. Exporta para trinta países.

## Histórico

### Incasel
A Indústria de Carrocerias Serrana Ltda. (Incasel) iniciou suas atividades em junho de 1949, em Erechim. Inicialmente, nos anos 50, construía uma carroceria de madeira por mês. A produção cresceu lentamente e, no início dos anos 60, já saíra do âmbito local e conquistado mercado nos demais estados da Região Sul do Brasil. Já então com estrutura metálica, suas carrocerias simplesmente copiavam modelos de maior produção, como era prática usual dos pequenos fabricantes da região, quase todos tendo a Eliziário como referência. Anos depois, na segunda metade da década, foi o Nielson Diplomata o modelo que inspirou sua carroceria rodoviária.
Em 1970, quando a produção atingia a média de dez unidades mensais, a Incasel se voltou para o mercado nacional – que lentamente se recuperava de profunda recessão – estreando com um stand no VII Salão do Automóvel. Lá apresentou uma carroceria rodoviária sobre o chassi Mercedes-Benz LP, chamada Continental, claramente calcada nos primeiros modelos Marcopolo. Dois anos depois, na edição seguinte, mostrou o rodoviário Continental II, com diversas alterações técnicas e estéticas, como estrutura tubular de aço, janelas maiores, colunas inclinadas, diversos detalhes de conforto para os passageiros, painel e capô de fibra redesenhados, poltrona do motorista com suspensão hidráulica e toalete em peça única. No mesmo evento foi apresentado seu primeiro urbano da nova fase, o Belvedere, sobre os tradicionais chassis com motor dianteiro da Mercedes-Benz.
No IX Salão, em 1974, o Continental III mostrou algumas alterações estéticas, a mais visível delas uma nova grade envolvendo os faróis; além do maior uso de fibra de vidro, seguindo a tendência, também foi equipado com toaletes químicos com desintegrador de detritos. Pouco depois, surgiram seu primeiro e único micro, denominado "Pônei", e o Continental RT, com piso e teto semi-elevados.
A partir daí a produção da Incasel adquiriu personalidade própria. Um novo rodoviário foi lançado em 1976 – o Jumbo –, ganhando traços mais pessoais e criativos, especialmente nas versões sobre chassis Scania e Volvo. Tinha para-choque dianteiro englobando faróis e grade, para-choque traseiro integrando às lanternas, traseira imponente, com teto elevado e relevos horizontais, à meia altura, reduzindo a sensação de volume – ideia já explorada pela Marcopolo. Com a chegada do Jumbo, os modelos Continental e RT passariam a responder pelo transporte de média distância. Em 1978 o modelo urbano foi renovado, com o lançamento do Cisne, também apresentado na versão intermunicipal, com traseira cega. Um ano depois surgiu o Minuano, próprio para operação em corredores, com carroceria padron montada sobre chassi Scania BR-116, duas portas largas e grande área envidraçada.
A produção da empresa cresceu, passando de 116 unidades, em 1971, para 555, em 1980, com média de quase 50 carrocerias por mês. Em 1981, ano de recessão econômica, praticamente manteve o total do exercício anterior, com 523 unidades. Durante aqueles anos conquistou importantes clientes no segmento rodoviário, inclusive a Eucatur, que opera as mais longas rotas existentes em território nacional, ligando o Sul ao extremo Norte do país. No mesmo ano a linha de rodoviários ganhou sua versão mais pesada, o Delta, modelo inspirado fortemente no Ciferal Dinossauro.

### Falência da Incasel e surgimento da Comil
A partir do início dos anos 80, desentendimentos societários trouxeram problemas para a empresa, deteriorando a situação financeira e levando a demissões e à redução paulatina da produção, caindo para menos de 20 unidades por mês, em 1984. Incapaz de saldar as dívidas acumuladas, no final daquele ano, a Incasel teve a falência decretada.
Em outubro de 1985, a Incasel teve seus bens levados a leilão, sendo arrematados pelo Grupo Comil, empresa fabricante de silos e equipamentos agrícolas de Cascavel, que em menos de três meses retomou a produção. Sob nova razão social (Indústria de Carrocerias Erechim), inicialmente deu continuidade aos modelos da antiga linha de produção, tais como os urbanos Cisne e Minuano, bem como os rodoviários Delta, Continental, Colúmbia e Jumbo, com algumas alterações nos desenhos.
Em 1986 contratou 58 funcionários e finalizou 166 vendas. Mas foi em 1987, com o fim da produção dos modelos da antiga Incasel, que a empresa lançou seu primeiro modelo de projeto próprio, o rodoviário Palladium, iniciando também o desenvolvimento do Condottiere, lançado ao mercado um ano depois. Iniciou também a construção da nova fábrica no distrito industrial de Erechim, onde está localizada atualmente, inaugurada três anos depois. Em 1989 ocorreu o lançamento do urbano Svelto, substituto dos modelos Cisne e Minuano e primeiro modelo urbano inteiramente projetados pela fábrica do Alto Uruguai, sob o nome atual.
Em 1991 ocorreu o primeiro lançamento da Comil na classe superior dos rodoviários com piso alto, o Galleggiante. Montado sobre chassis ou plataformas Mercedes-Benz, Scania ou Volvo de dois ou três eixos, com altura total de 3,80 m (fora da área do ar condicionado), o ônibus tinha frente acentuadamente inclinada, grandes para-brisas dianteiros com desembaçador elétrico, portas pantográficas para acesso ao salão e bagageiros, melhor acabamento interno. Para racionalizar a produção, foram utilizadas as mesmas janelas laterais do Condottiere.
Em 1993 marcou o maior volume de vendas do Galleggiante. No mesmo ano o Condottiere mereceu mais um leve face-lift (para-choques, grade, distribuição dos elementos decorativos na dianteira e traseira), estabelecendo identidades com o Galleggiante e criando uma imagem de “família” para os diversos modelos rodoviários; além de novo painel, o ônibus ganhou diversos melhoramentos internos. Ao mesmo tempo foi apresentada uma versão “fretamento”, de linhas e acabamentos simplificados.
Em , a Comil completou 10 anos de existência. E entra no mercado de articulados também lançando o modelo Doppio, um veículo que oferece soluções econômicas para as necessidades de transporte de massa nos grandes e médios centros. No final do mesmo ano foi a vez do Svelto ser atualizado. Mantendo as linhas angulosas, para-brisas e janelas do modelo anterior, teve alterações na frente (para-choques com rebaixo para ventilação do motor, faróis redondos em lugar de retangulares, nova grade, tampa dianteira com dobradiças embutidas) e traseira, além do painel e capô do motor.
Em 1996 a Comil atinge a marca histórica de 5 mil unidades produzidas. Aposta em design e passa a atuar de maneira mais expressiva no mercado externo e a produção mensal, de 870 unidades, já ultrapassava em muito o pico de fabricação da Incasel, de 555 ônibus em 1980. Neste mesmo ano, é criado o programa Sugestão de Melhorias Permanentes (SUMEPE), o programa de Círculo de Controle da Qualidade (CCQ) da COMIL, voltado para melhorias nos processos e produtos. Preparando-se para o crescimento, naqueles anos a empresa se submeteu a um processo de atualização administrativa e gerencial, ampliando o uso da informática, adotando modernas técnicas de organização da produção e criando divisões específicas para Processos e Engenharia de Produto. Ainda em 1996 é lançado a terceira geração do Svelto. No ano seguinte a empresa entra no mercado de intermunicipais com o modelo Versatile.

### Renovação e nova Razão Social

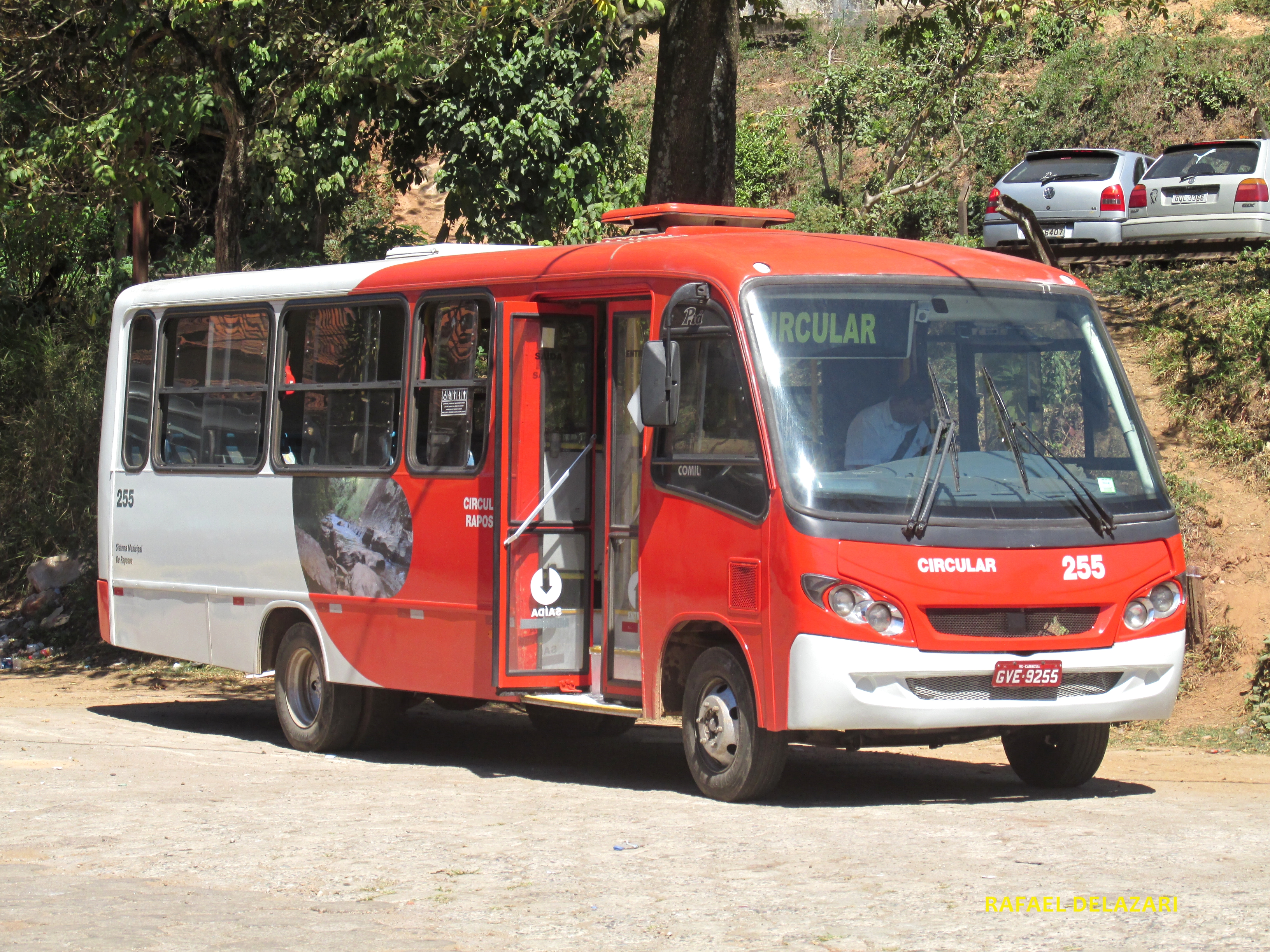
Piá II, lançado em 2002

A Comil começou a renovar a linha em 1998, ano em que produziu mais de 1.300 unidades. Houve lançamentos em todas as faixas. Inicialmente, o urbano Svelto relança a série 3 reformulada, perdendo de vez as formas quadradas. A seguir chegou o novo rodoviário Campione, em substituição ao Galleggiante, que foi oferecido inicialmente em quatro versões (3.25, 3.45, 3.65 e 3.85, nomeado de acordo com sua altura correspondente) e no início de 1999 foi apresentado o Campione 4.05 HD. Este foi o primeiro high-deck da marca com vidros colados, o maior bagageiro da categoria e cabine do motorista e da tripulação com cama e controles do ar condicionado/aquecedor independentes do salão. A seguir foi a vez do primeiro micro-ônibus da marca a ser lançado, o Piá, que acompanha a dianteira cheia de curvas do novo Svelto, com para-brisa dianteiro inteiriço, amplas janelas, vidros colados opcionais (exceto na dianteira) e lanternas traseiras do Campione, entre outras.
Na virada da década, os proprietários da Comil, que é composto pela sociedade das família Corradi e Mascarello, foi desfeita. O Grupo Mascarello permaneceu com a Comil Silos e Secadores, em Cascavel. Posteriormente montaram uma encarroçadora, a Mascarello Carrocerias e Ônibus. Já aos Corradi coube a fábrica de Erechim e o negócio das carrocerias. Já os Corradi, por seu lado, no mesmo ano retornariam ao setor de silos agrícolas, porém com pouca duração.
Para 2001, seguindo a mesma linguagem estética, o estilo dos urbanos e rodoviários foi novamente atualizado. A partir daí a Comil já dispunha de uma completa linha com 15 modelos: os rodoviários Campione e Campione HD, o multiúso Versatile (direcionado para interurbano, fretamento e rodoviário para motor dianteiro e curtas distâncias), os urbanos Svelto e Doppio, o micro Piá e os minis Bella e Bello (lançados em 2000, no rastro do extremamente bem-sucedido Volare), sendo os três últimos também na versão escolar.
Em abril de 2002, após 16 anos de atividade, a Comil entregou seu 13.000º veículo. Naquele mesmo ano assinou um contrato de fornecimento de carrocerias completas (com previsão futura de SKD) para a Volvo mexicana (as carrocerias, padron e articuladas, foram desenvolvidas a partir do modelo Versatile e o compromisso previa a venda de cerca de mil unidades em três anos). Ainda em 2002, após terem sido produzidas 1.100 unidades em três anos, o micro Piá foi reestilizado. Mantendo as linhas básicas, curvas e lisas, o modelo trouxe grande número de inovações (conjunto de faróis e lanternas dianteiras de inspiração automobilística, novos retrovisores externos aerodinâmicos, semelhantes aos dos modelos rodoviários, tampa traseira em alumínio, para-choques e lanternas traseiras de novo desenho, escadas de acesso em fibra, novos acabamentos internos; na cabine, novo painel e reposicionamento dos comandos). A empresa terminaria 2002 como terceira maior encarroçadora brasileira, devendo parte de seu crescimento à conquista de parcela do mercado da Busscar e da CAIO, ambas atravessando grave crise financeira, e em 2003 a Comil expande a capacidade de produção. Um novo pavilhão é construído para protótipo e ferramentaria e a área construída da fábrica de Erechim foi expandida em quase 30%, o lay-out reorganizado, criada mais uma linha de fabricação, separando os veículos maiores dos menores, e abertos 369 novos postos de trabalho. Com melhores condições para desenvolvimento e modernização, a produção aumenta ainda mais, com potencial para 15 mil unidades. Em 2004 a Comil detém o próprio recorde de produção de 2.200 unidades entregues, tendo ênfase maior nos modelos rodoviários (82% de crescimento) e nas exportações (correspondendo a cerca de 50% da recita total da empresa).
Para coroar o bom desempenho da empresa e coincidindo com o seu 20º aniversário e ainda com a construção da carroceria nº 20.000, em junho de 2005 a empresa lançou o moderníssimo Campione 2006. Chamado também de Campione X/L, possuía um surreal design e absolutamente diverso de tudo que então se fabricava no país. O novo ônibus foi apresentado em três versões (3.25, 3.45 e 3.65). O modelo HD chegaria no ano seguinte, com o maior bagageiro da categoria. Eram pontos altos do Campione a melhor acessibilidade aos órgãos mecânicos e itens de revisão corrente, porta mais larga e maior altura interna, salão com iluminação indireta, direcionadores de ar condicionado, luz de leitura individuais, poltronas com novo desenho e encostos com maior número de regulagens, isolamento termo-acústico com placas de poliuretano expandido, menor ciclo de renovação de ar do salão, utilização apenas de água limpa no toalete (sem recirculação, eliminando odores), posto de direção ergonômico, lanternas traseiras em policarbonato, além de teto em peça única de fibra-de-vidro com guias aerodinâmicas para o escoamento de água, dispensando calhas. A carroceria foi projetada para qualquer tipo de chassi, com motor traseiro, central ou dianteiro, 18 opções de decoração interna e diversos níveis de acabamento, desde vidros colados até janelas corrediças. Graças ao desempenho das vendas e exportações e ao lançamento do Campione 2006/XL, a Comil foi por duas vezes indicada ao Prêmio Autodata “Melhores do Setor Automobilístico” (edições 2005 e 2007).
Em 2006, além do Campione HD foi apresentado o novo Versatile, voltado para transporte intermunicipal e que encontrou ótima aceitação. Em abril de 2007 a Comil lançou o Campione Vision, sutil reestilização do Campione 2006, com frente mais baixa e para-brisa maior, mudança ressaltada pela substituição da chapa de aço escovado que trazia a marca da empresa por outra na cor preta com logo mais discreto. Em agosto foi fabricada a carroceria de número 25.000. A empresa terminou o ano com 9% do mercado (em 6º lugar, 3º em ônibus rodoviários) e crescimento de 19% em relação à produção do exercício anterior, com significativo avanço entre os urbanos – 42% a mais do que em 2006. Sua capacidade de produção, na altura, era de 12 unidades/dia (ou 3.000/ano).

### Nova reestruturação e setores

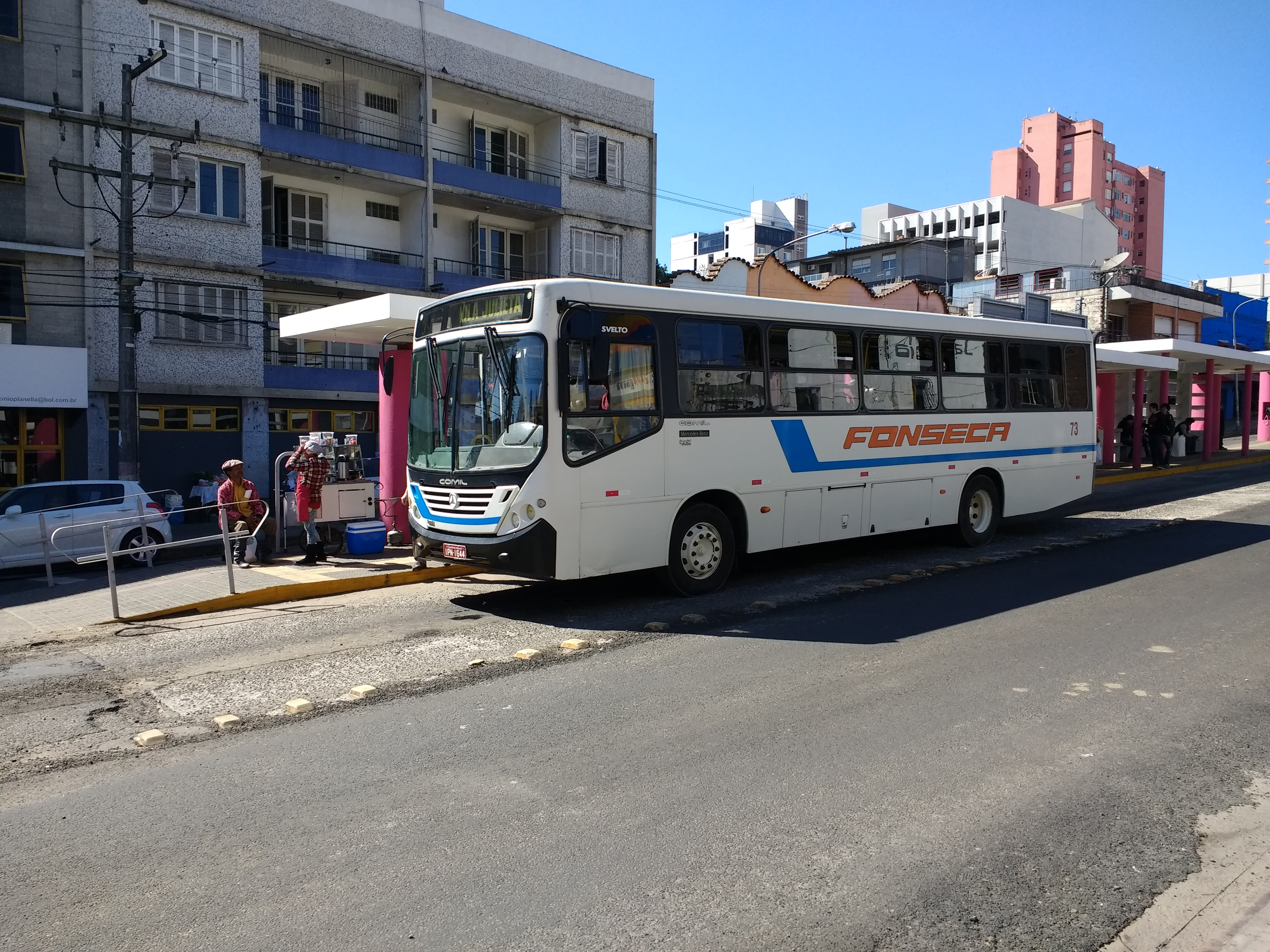
Svelto V, lançado em 2008

Em 2008 foi lançado o novo Svelto com a melhor tecnologia, design e custo-benefício. Com a adoção dos princípios de Governança Coorporativa, em dezembro a Comil alterou a sua personalidade jurídica pela segunda vez, passando de limitada para sociedade anônima de capital fechado, denominada a partir daí Comil Ônibus S.A, razão social que permanece até hoje. Também foram apresentados ao mercado o novo Piá, com novo design, e o novo HD Vision, completando a família Campione Vision. Em 2009 foi apresentado o Svelto Midi, na Transpúblico 2009, em São Paulo. A Comil terminou a primeira década do novo século como quinto maior fabricante nacional, com mais de 2.600 unidades produzidas em 2009.
Em 2010, o modelo Campione recebeu um novo design. No mesmo ano a empresa inova apresentando ao mercado tendências automotivas de qualidade e alta tecnologia, com um novo design para o veículo Campione. Além disso, dando sequência ao processo de crescimento e profissionalização, o comercial da Comil se reestrutura a partir da segmentação de negócio: Rodoviário, Urbano, Micro e Fretamento. Em 2011 a Comil, na Transpúblico, lança o Svelto de Piso Baixo. Em dezembro de 2011 entrega o novo modelo Campione HD e lança sua 1ª linha Double Decker com o Campione DD.
Ainda em 2011 a Comil anuncia a sua terceira fábrica, situada em Lorena, no estado de São Paulo. Em julho de 2012 foi realizada a assinatura do protocolo de intenções no Palácio dos Bandeirantes, anunciando o investimento de R$ 110 milhões na construção da unidade fabril da Comil na cidade. A fábrica foi inaugurada em dezembro de 2013, considerada a mais moderna fábrica de ônibus da América Latina. O evento contou com a presença de diversas autoridades, como o Governador do Estado de São Paulo. Em janeiro de 2014 a Comil entregou o primeiro veículo fabricado na planta de Lorena, um marco para a empresa, apenas um mês após ser inaugurada. Apesar do relativo astral, a fábrica foi fechada no segundo semestre de 2015.
Em 2012 inicia com o lançamento do novo Svelto e o Doppio BRT e em 2013 ocorre o lançamento do novo Versatile durante a Transpúblico do mesmo ano. Este novo modelo chegou trazendo conceitos avançados em metodologia de projeto e construção de carrocerias, além de um perfeito casamento entre design e componentes funcionais que colaboram para o conforto do passageiro e condutor.
Em 2015 a fabricante lança o Campione Invictus 1200 e com ele segue a renovação de sua linha, em que segue com o modelo DD, 1050 e HD. Já havia lançado um ano antes Campione IV 3.25 e no mesmo ano o 3.45. Em setembro de 2016 entrou com um pedido de recuperação judicial junto à justiça do Rio Grande do Sul.

## Fabricação e comercialização

### Fábricas na América do Sul

#### Brasil
- Comil Ônibus SA, Erechim, Rio Grande do Sul

### Fábricas na América do Norte

#### México
- Comilbus de México S.A. De C.V., Querétaro

### Exportações
Em 1991 a primeira carroceria para exportação é produzida e vendida para a empresa Sanches e Sanches do Chile. Dez anos depois, com 10% do mercado nacional a Comil não deixou de ocupar, naquele e nos anos seguintes, os nichos de mercado que surgiam. Naquele ano, exportou para o Chile cinco carrocerias Versatile. Estes possuíam chassis Mercedes-Benz B1718 4×4 com 9,5 m de comprimento, 70 cm de vão livre do solo sendo instalado um primeiro degrau escamoteável na única porta de entrada do veículo, estrutura reforçada e captação de ar para o motor em posição elevada, o ônibus operaria na cordilheira dos Andes, em condições difíceis de rota. Tinha, no entanto, acabamento interno luxuoso, com todas as poltronas reclináveis equipadas com cintos de segurança.
Em 2002, também para exportação, produziu duas edições especiais do rodoviário Campione: o modelo 3.65 (com acesso para cadeiras de rodas, que foram para o México) e o 4.05 (com 15,0 m de comprimento, sobre chassis 8×2, pela primeira vez no Brasil, para o Peru). No mesmo ano atendeu a uma encomenda de “jardineiras” sobre chassis VW para a prefeitura de Curitiba e, pouco depois, de micros adaptados para o transporte de tropas e combate a distúrbios urbanos para o exército chileno.
2004 foi um importante ano para a Comil. Além da ampliação das instalações fabris e da inauguração do novo prédio administrativo, os rodoviários da Comil consolidam-se como campeões de crescimento. No mesmo ano foi inaugurada a sua segunda unidade produtiva própria, localizada em San Luis Potosí, México. Com isso a venda para o mercado exterior ganha força e iniciam-se as exportações para o Oriente Médio.

## Modelos atuais

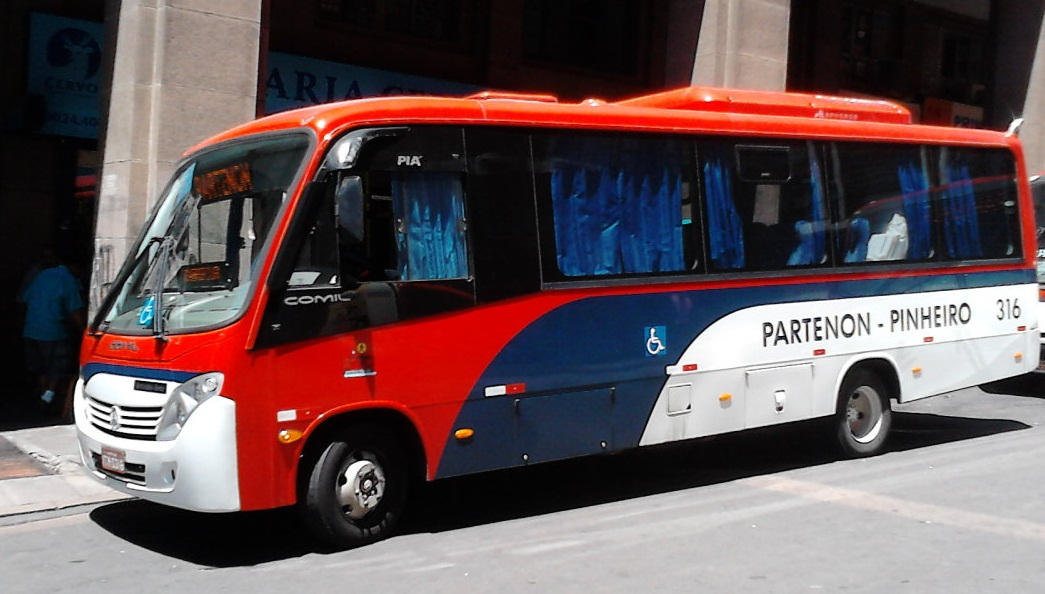
Piá III

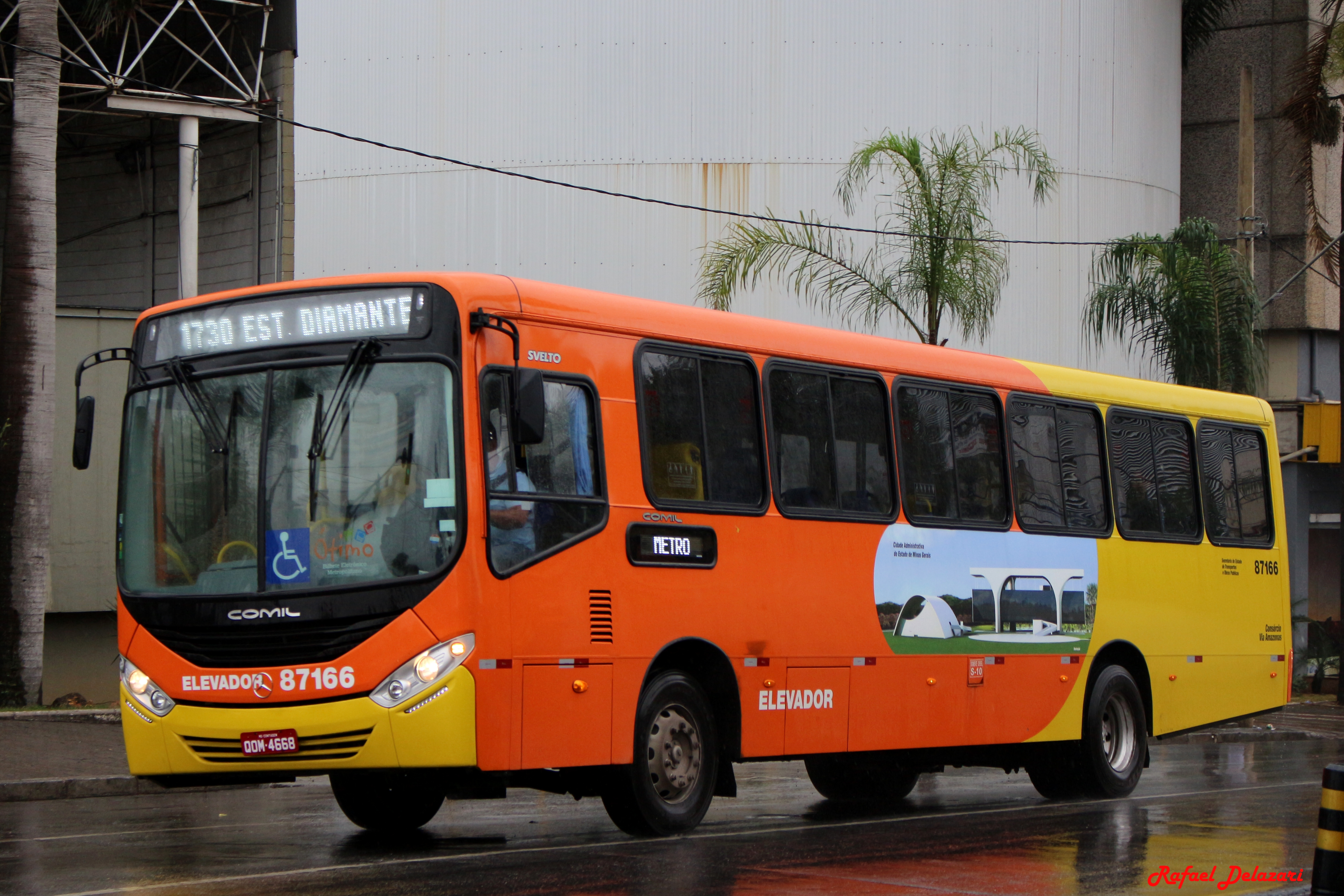
Svelto VI

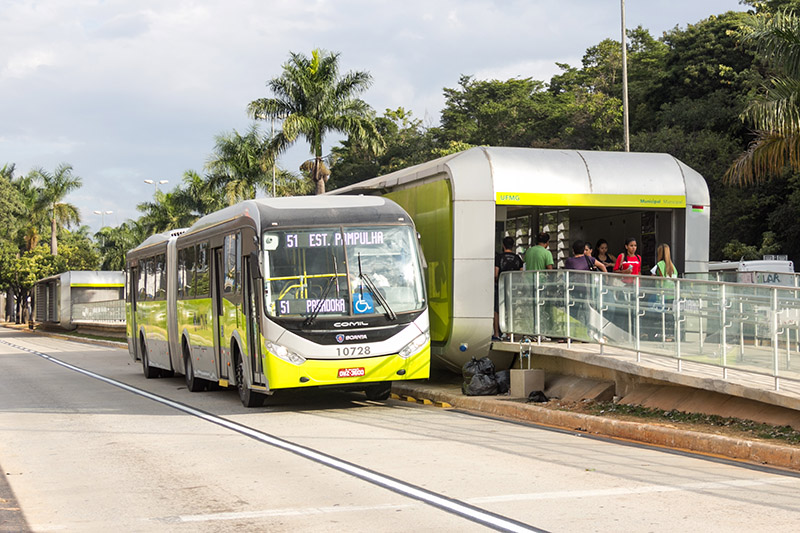
Doppio BRT

- Doppio BRT  – é a versão articulada do Svelto projetado para corredores BRT. Possuí versões articulada e bi-articulada, com até 28 metros de comprimento.
- Campione – Desde 1998 no mercado, possui um design peculiar e chamativo e sempre primando pela qualidade de seu material. Já na quarta geração, possuí variadas versões com alturas diferentes.
  - Campione IV – lançada em 2014, é a versão de entrada atual da linha Campione e a mais baixa, com versões de 3.25 e 3,45 metros de altura como o nome sugere (na versão com ar chega respectivamente a 3.45 e 3.65 a sua altura). Com design inteligente, conforto e um amplo campo de visão, o Campione IV segue as últimas tendências automotivas, em termos de qualidade e tecnologia. O Campione 3.45 é um veículo com um amplo espaço interno, que proporciona mais conforto, segurança e maior capacidade de armazenamento aos passageiros. Alia a facilidade e a agilidade operacional, com um baixo custo de operação. Geralmente oferecido com motor dianteiro.
  - Campione Invictus (baixos) – lançada em 2015, é a versão de entrada da linha Campione Invictus e a mais baixa também. Com duas versões (1050, de 3.60 de altura, e 1200, de 3.80) e direcionada para linhas rodoviárias de médias e longas distâncias. Possui conceito avançado em metodologia de projeto e construção da carroceria e além do design moderno, a curvatura e as linhas mais fluidas seguem a tendência da indústria automotiva, resultando também em novos desenhos de faróis e lanternas. Possui ampla área envidraçada e cabine com ergonomia aprimorada para o motorista. Incorpora os elementos de projeto e design da linha Invictus, presentes tanto no modelo 1050 quanto no 1200. Oferecido geralmente com motor traseiro.
  - Campione Invictus (altos) – lançados em 2015 em duas versões, variam entre 4.10 (versão Double decker) e 4.25 (versão Low Drive) metros de altura. Tanto a versão LD quanto a DD possuem design inteligente e um amplo campo de visão com uma ampla estrutura interna, poltronas confortáveis, iluminação adequada e a perfeita climatização do ambiente. A versão com dois andares (DD) foi desenvolvida para atender o transporte rodoviário de passageiros de alto padrão. O modelo alia segurança, luxo, tecnologia e conforto, tornando-se a melhor relação custo-benefício do mercado.
- Piá – primeiro modelo de micro-ônibus produzido pela Comil. Segue em fabricação até os dias atuais, tendo tido três versões desde o lançamento:
  - Piá III - Foi lançada originalmente em 1999, ganhando novas versões em 2002 e a atual, de 2008. Na versão urbana é voltado ao transporte urbano e escolar. Já na versão rodoviária é voltado para o transporte executivo, fretamento e como o nome sugere, transporte rodoviário.
  - Piá Saúde – é um micro-ônibus especial voltado a especialidade médica, desenvolvido para o transporte de pacientes para unidades de saúde, geralmente em forma de ambulância.
- Svelto – No mercado desde 1989, está na sexta geração.
  - Svelto VI - possui motores dianteiros, traseiros e centrais.
  - Svelto BRS - é voltado para o transporte de grande fluxo. Geralmente possui motor traseiro ou central. Disponível também na versão Low Entry, com plataforma rabaixada.
- Svelto Midi – No mercado desde 2009, é destinada ao segmento de midis sendo projetado para o transporte de pessoas para pequenas e médias distâncias e ao fretamento.
- Versatile Gold – Os Versatile já estão na quarta geração, que vem desde 1997. Houve uma versão Midi, que acabou sendo descontinuada. Está presente em várias cidades do país.

### Relação completa de modelos

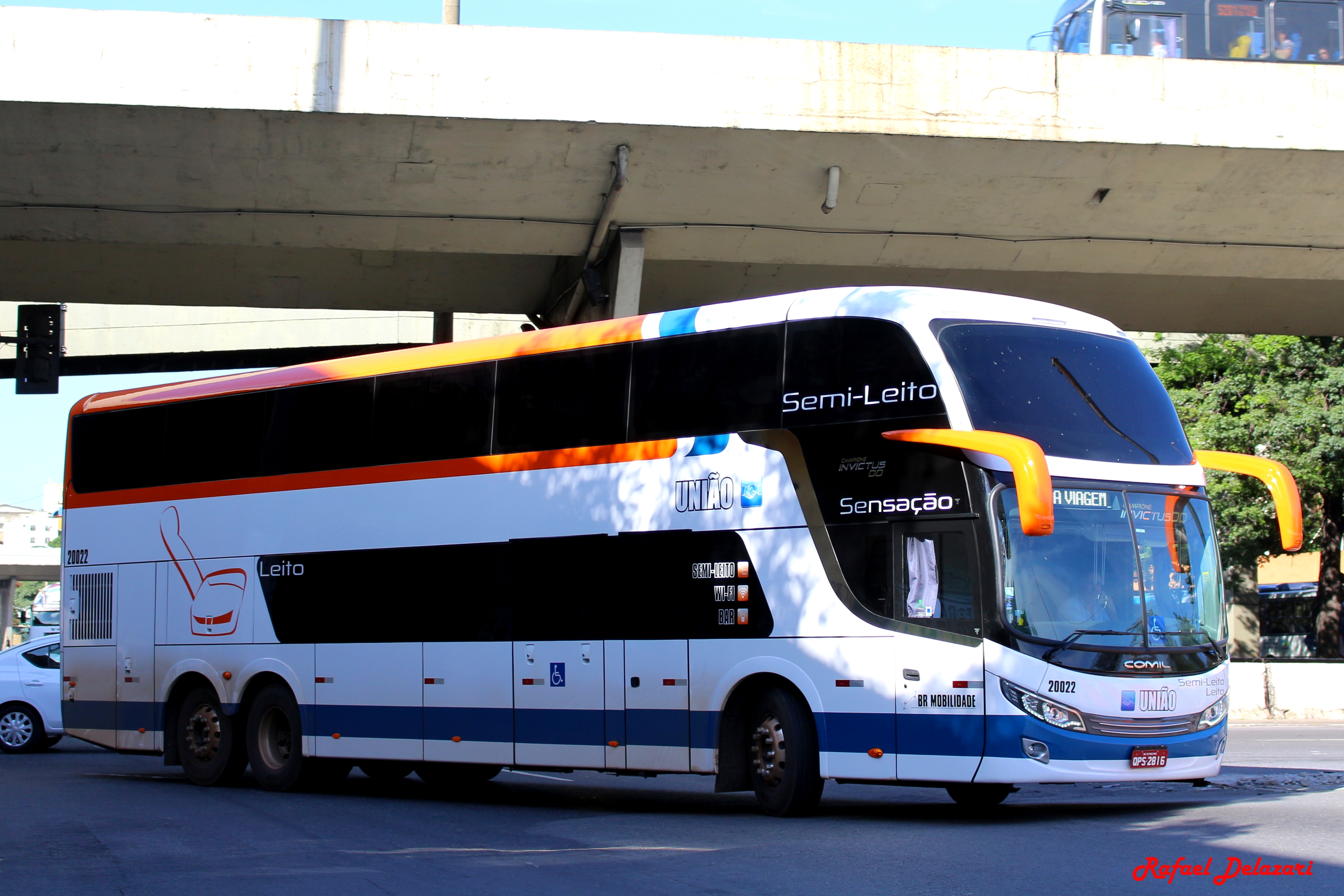
Comil Campione Invictus DD

Todos os modelos da Comil estão disponíveis nos chassis Mercedes-Benz, Volkswagen, Scania, Volvo, Agrale e Iveco.
| Modelo                       | Versão                                                                                              | Produção |
| Rodoviários                  | Rodoviários                                                                                         | Rodoviários |
| ---------------------------- | --------------------------------------------------------------------------------------------------- | --- |
| Campione                     | - IV 3.25 - IV 3.45 - Invictus 1050 2023 - Invictus HD 2023 - Invictus 1200 2023 - Invictus DD 2023 | - 2023 - atualmente - 2023 - atualmente - 2023 - atualmente - 2023 - atualmente - 2023 - atualmente - 2023 - atualmente |
| Intermunicipais e fretamento | | |
| Versatile                    | - Gold                                                                                              | - 2013 - atualmente |
| Urbanos                      | | |
| Svelto                       | - BRS 2019 - 2017 - BRT                                                                             | - 2019 – atualmente - 2017 - atualmente - 2013 - atualmente                                                             |
| Doppio                       | - BRT                                                                                               | - 2013 - atualmente |
| Micros e midis               | | |
| Piá                          | - III Urbano - III Rodoviário - Saúde                                                               | - 2008 – atualmente - 2008 – atualmente - 2012 – atualmente                                                             |
| Svelto                       | - Midi 2017                                                                                         | - 2017 - atualmente |

## Modelos antigos

### Produzidos pela Comil
Micros e midis
- Piá (1999-2008)
- Bella (1999-2003)
- Bello (1999-2008)
- Svelto Midi (2009-2013)
- Versatile Midi (2008-2012)

Urbanos
- Svelto
- Svelto I (1989-1995)
- Svelto II (1995-1996)
- Svelto III (1996-2000)
- Svelto IV (2000-2008)
- Svelto V (2008-2012)
- Svelto VI (2012-2017)
- Svelto VI piso baixo [substituído pelo modelo BRS] (2011-2013)
- Doppio
- Doppio I (1995-2000)
- Doppio II (2000-2008)
- Doppio III (2008-2013)
- Doppio IV (2013)

Intermunicipais e fretamento
- Versatile
- Versão 1997 (1997-2000)
- Versão 2000 (2000-2006)
- Versão 2006 (2006-2013)

Rodoviários
- Palladium
- Palladium (1986-1989)
- Palladium eixo avançado (1986-1989)
- Condottiere
- ST (1989-1990)
- 3.20 (1989-1995)
- 3.40 (1989-1995)
- 3.60 (1989-1992)
- Galleggiante
- 3.40 (1994-1998)
- 3.60 (1992-1998)
- 3.80 (1991-1998)
- Campione 1998/Série 1 (facelift: 2001-2005)
- 3.25 (1998-2005)
- 3.45 (1998-2005)
- 3.65 (1998-2005)
- 3.85 (1998-2005)
- 4.05 HD (1999-2005)
- Campione X/L
- 3.25 X (2005-2007)
- 3.25 L (2005-2007)
- 3.45 X (2005-2007)
- 3.45 L (2005-2007)
- 3.65 X (2005-2007)
- 3.65 L (2005-2007)
- 4.05 HD L (2006-2007)
- Campione Vision
- 3.25 (2007-2010)
- 3.45 (2007-2010)
- 3.65 (2007-2010)
- 4.05 HD (2007-2011)
- Campione Série 3 (facelift: 2011)
- 3.25 (2010-2014)
- 3.45 (2010-2015)
- 3.65 (2010-2015)
- Campione HD (2012-2017)
- Campione DD (2012-2016)

### Produzidos pela Incasel
Micros
- Micro-Ônibus Rodoviário (?)
- Ponei (1972-1979)

Urbanos
- Continental I (1970-1973)
- Belvedere (1971-1977)
- Continental II (1974-1978)

Rodoviários
- RT (1951-1979)
- Continental Diplomata (1955-1960)
- Bicampeão Rodoviário Super Luxo (1960-1966)
- Belveder (1972-1975)

### Produzidos por ambas
Urbanos
- Cisne (1971-1989)
- Minuano (1979-1989)

Intermunicipais
- Cisne Intermunicipal (1978-1989)

Rodoviários
- Continental (1965-1990)
- Jumbo (1972-1988)
- Delta (1976-1988)
- Colúmbia (1983-1986)

## Galeria

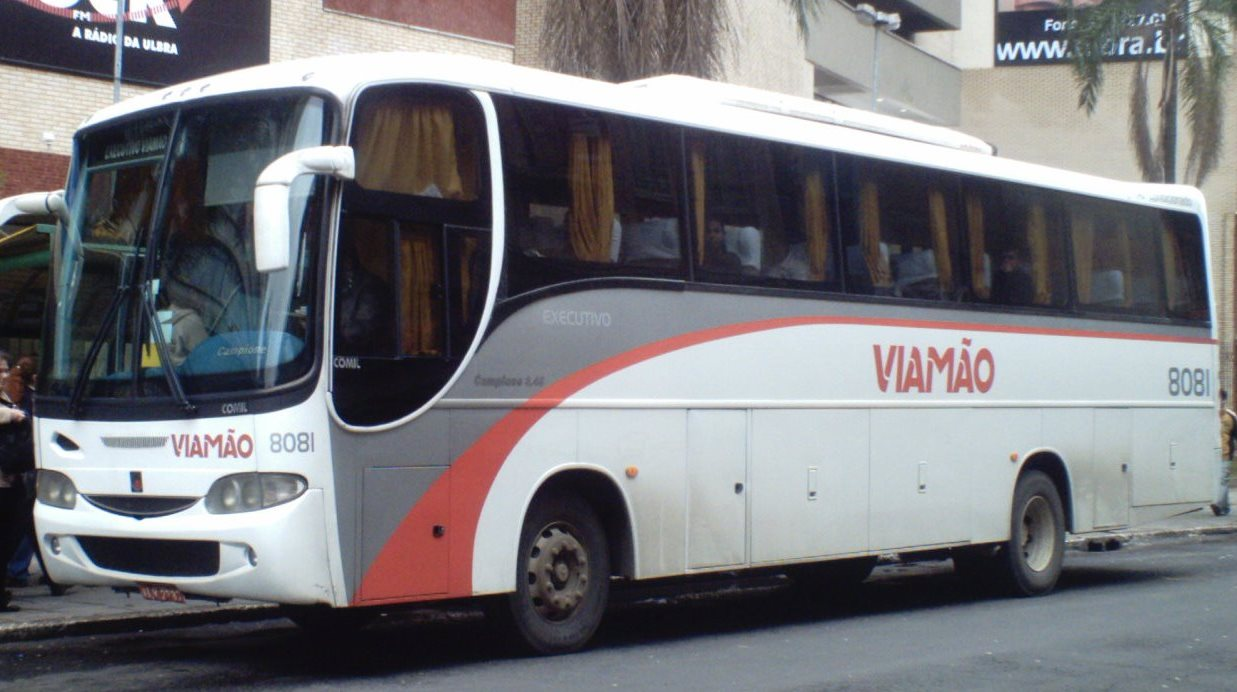
Campione I 3.45
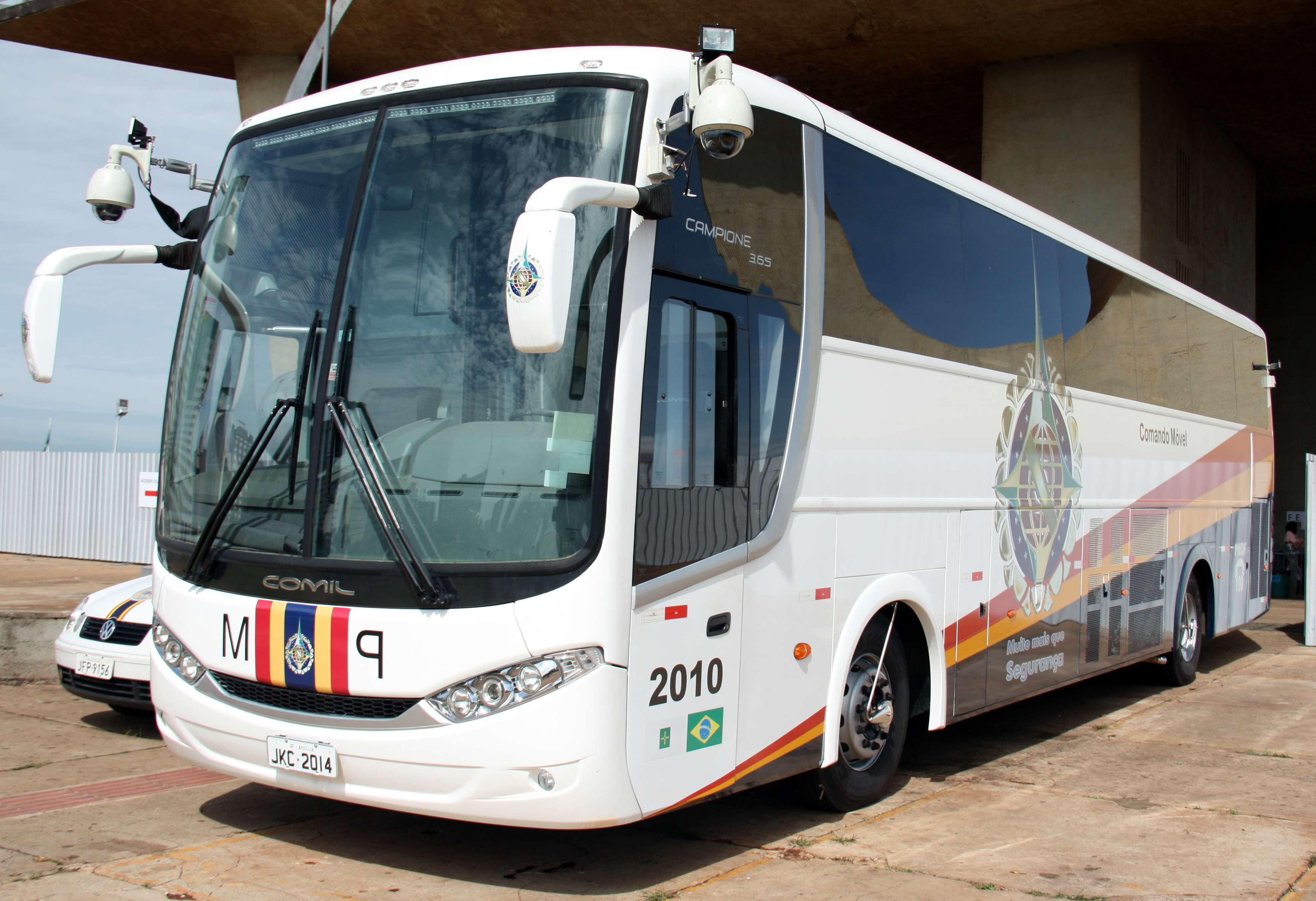
Campione III 3.65
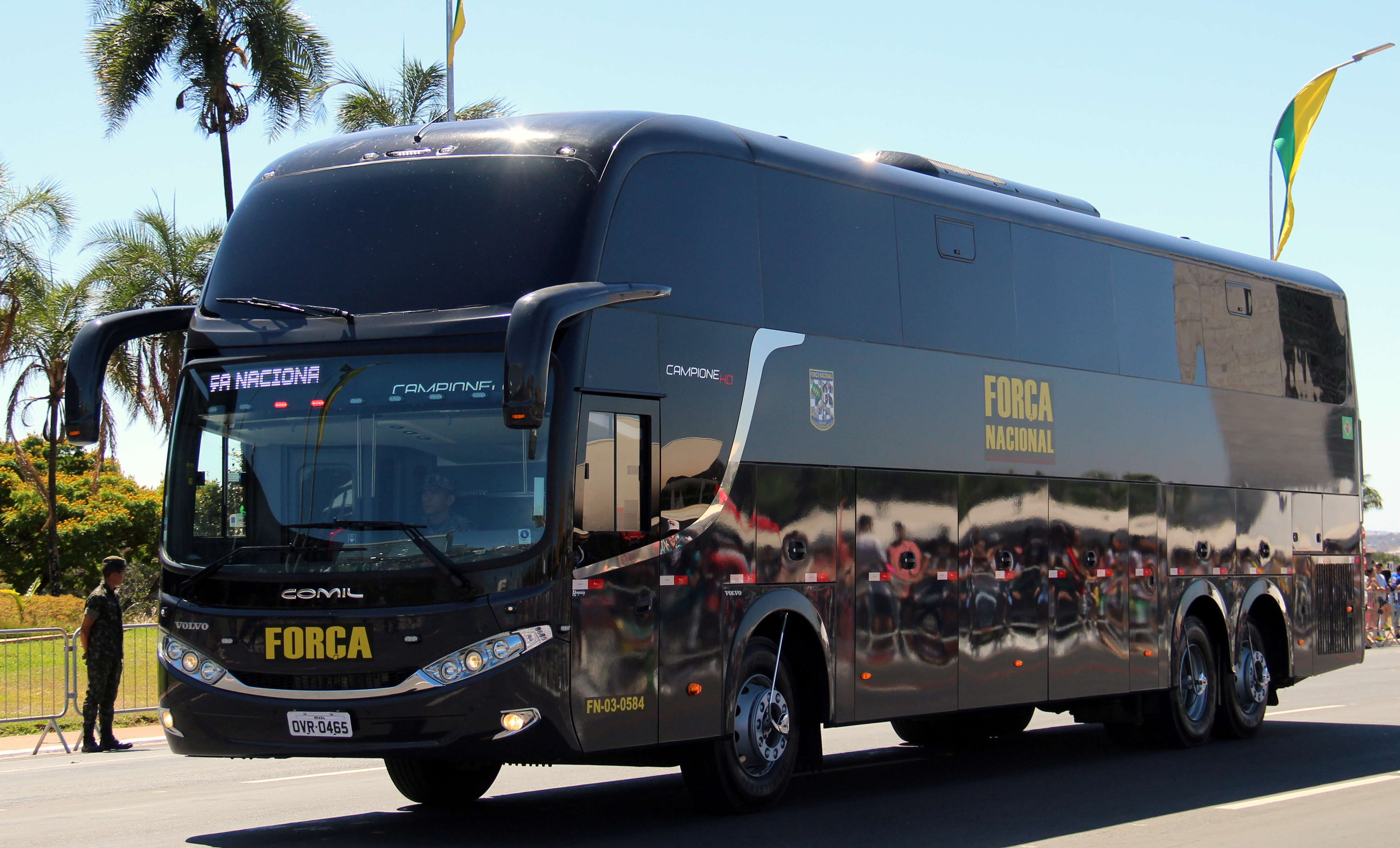
Campione III HD
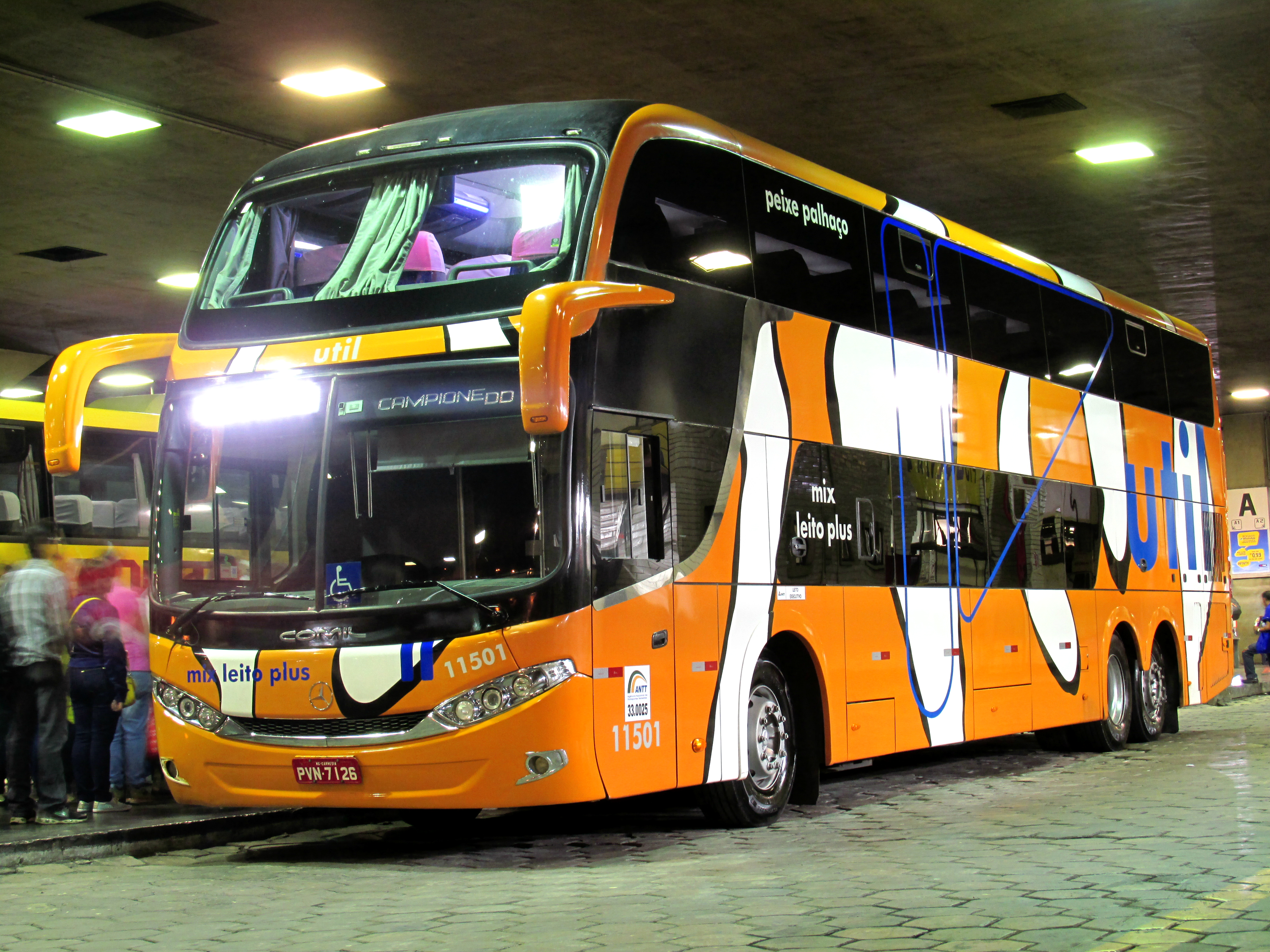
Campione III DD
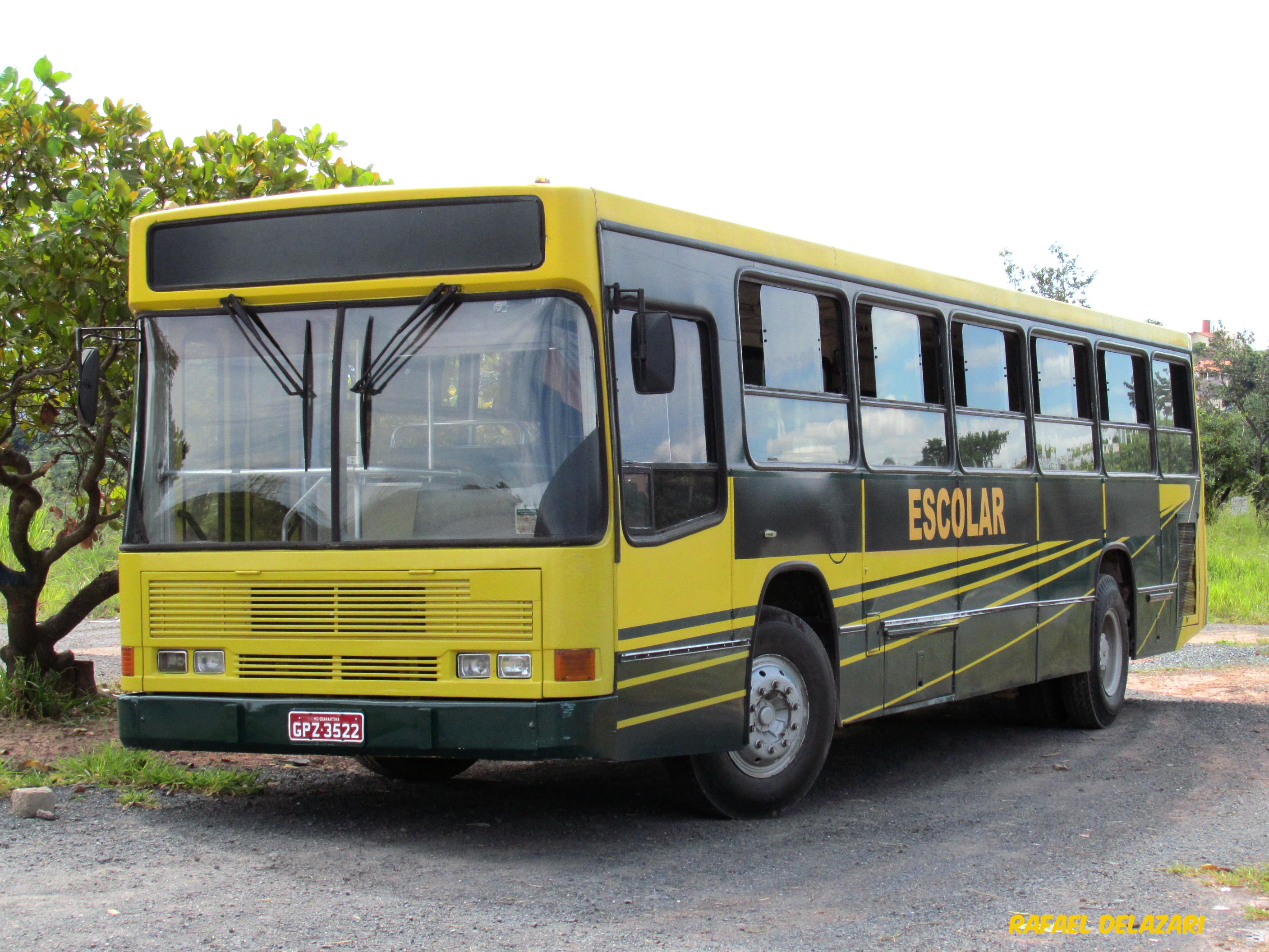
Svelto I
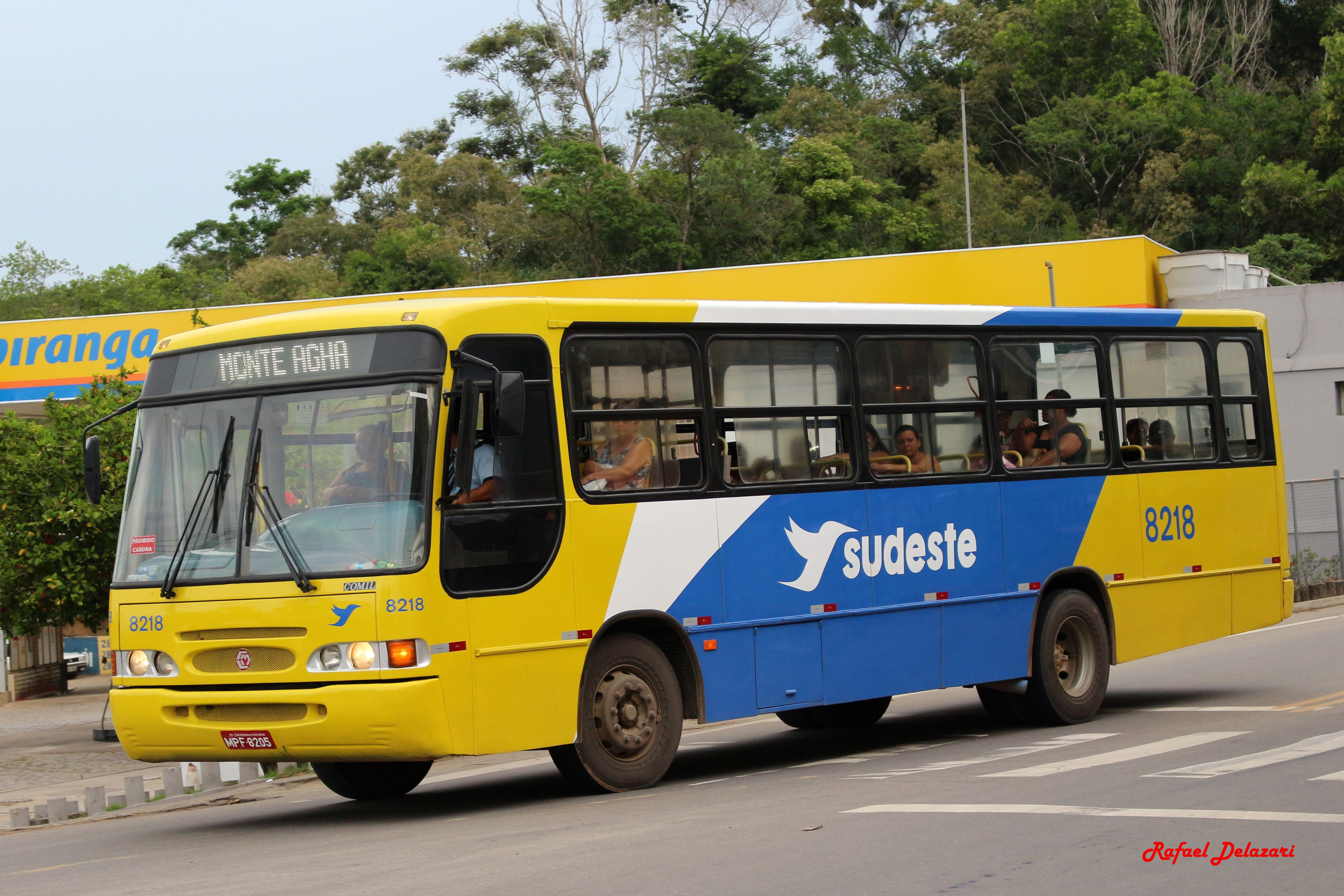
Svelto III
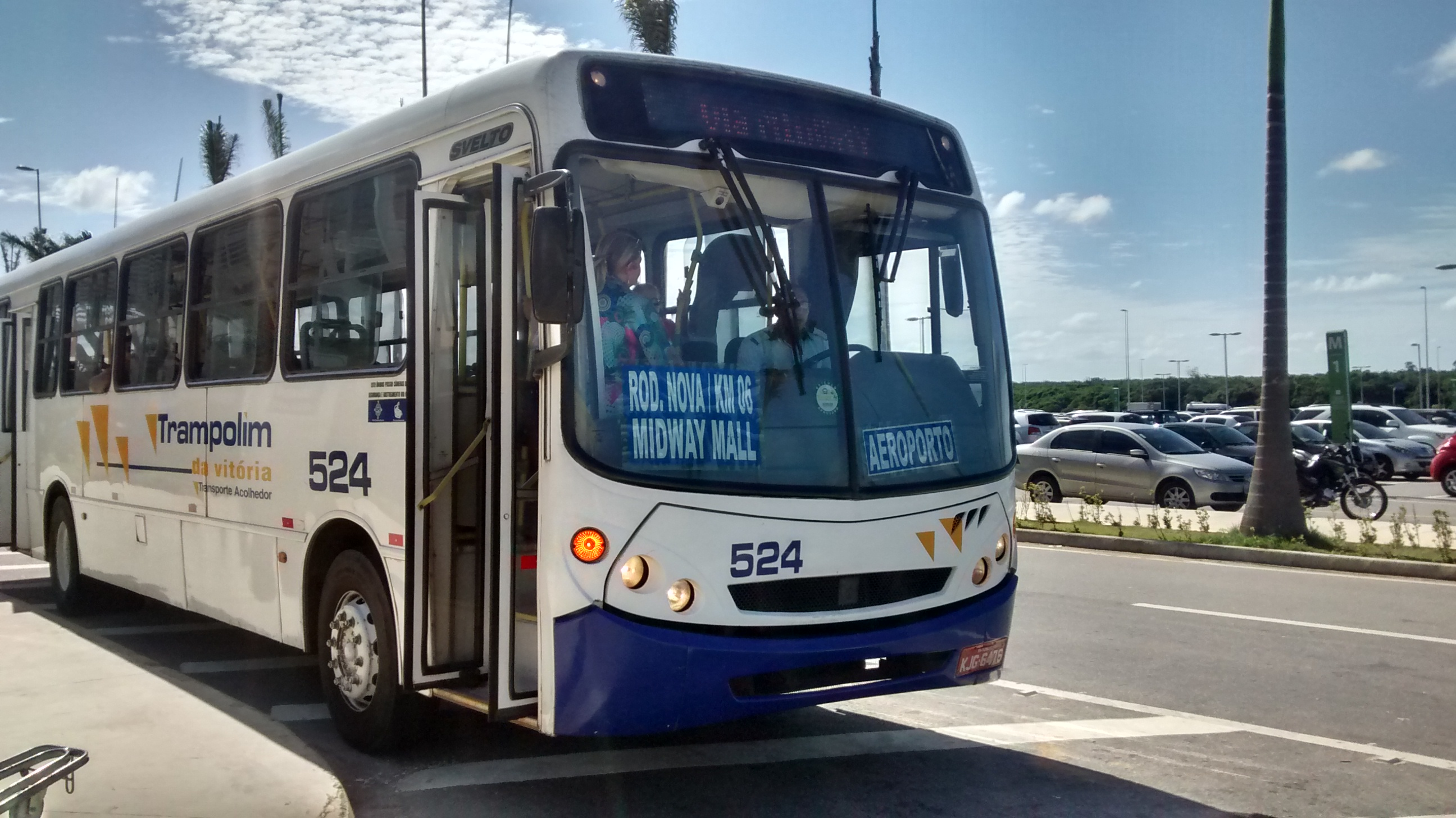
Svelto IV
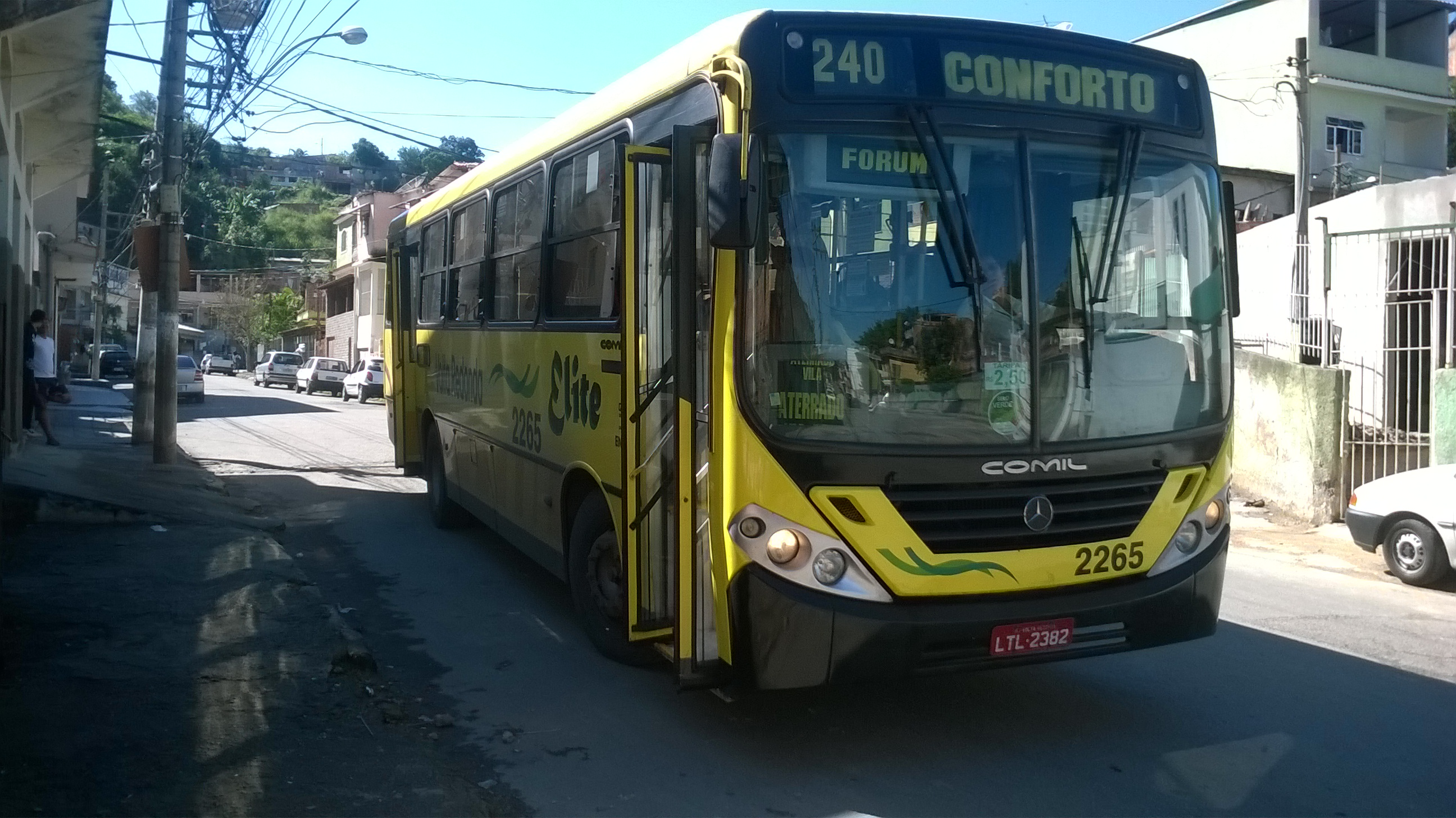
Svelto V
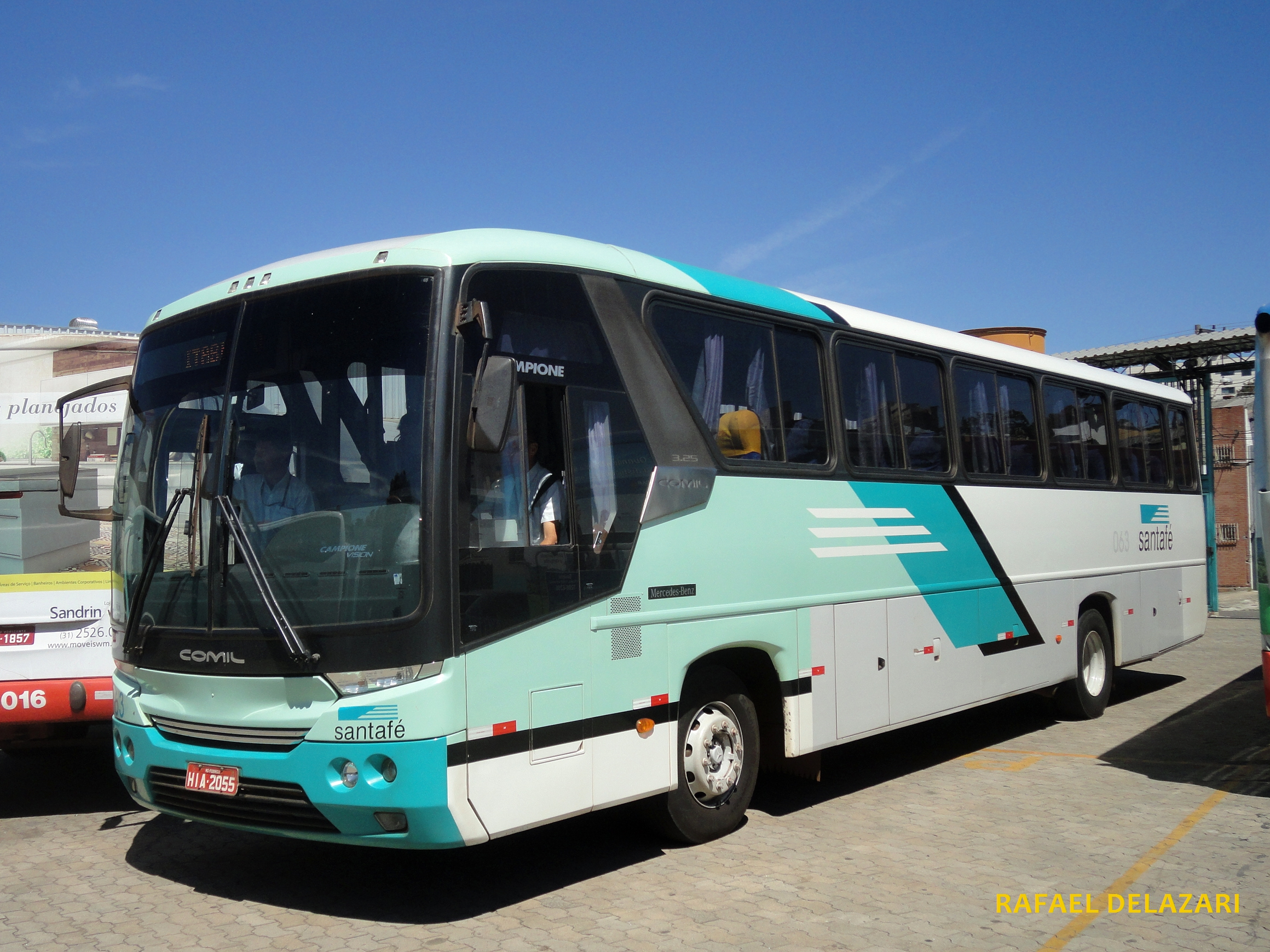
Campione Vision 3.25
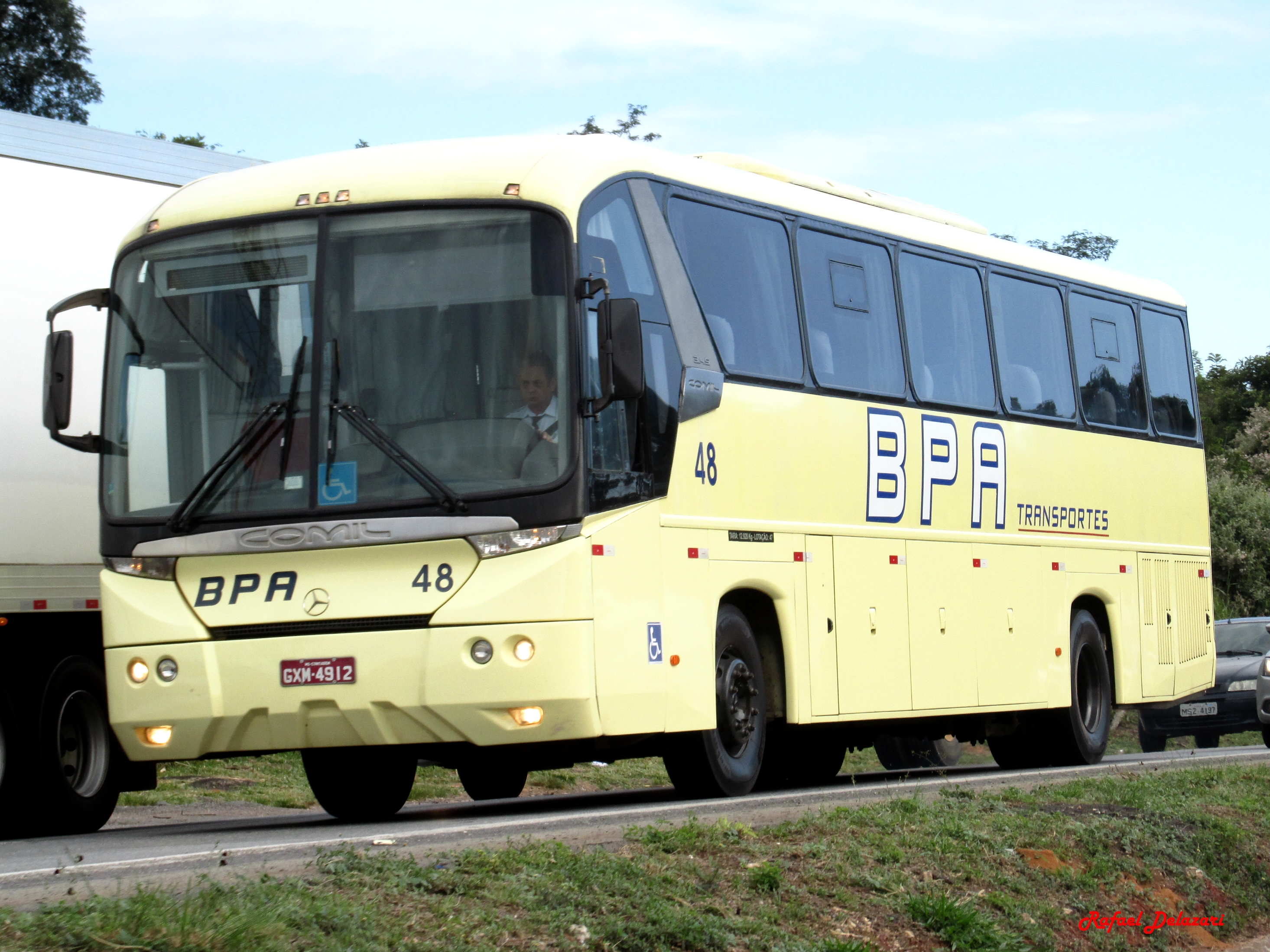
Campione 3.45X
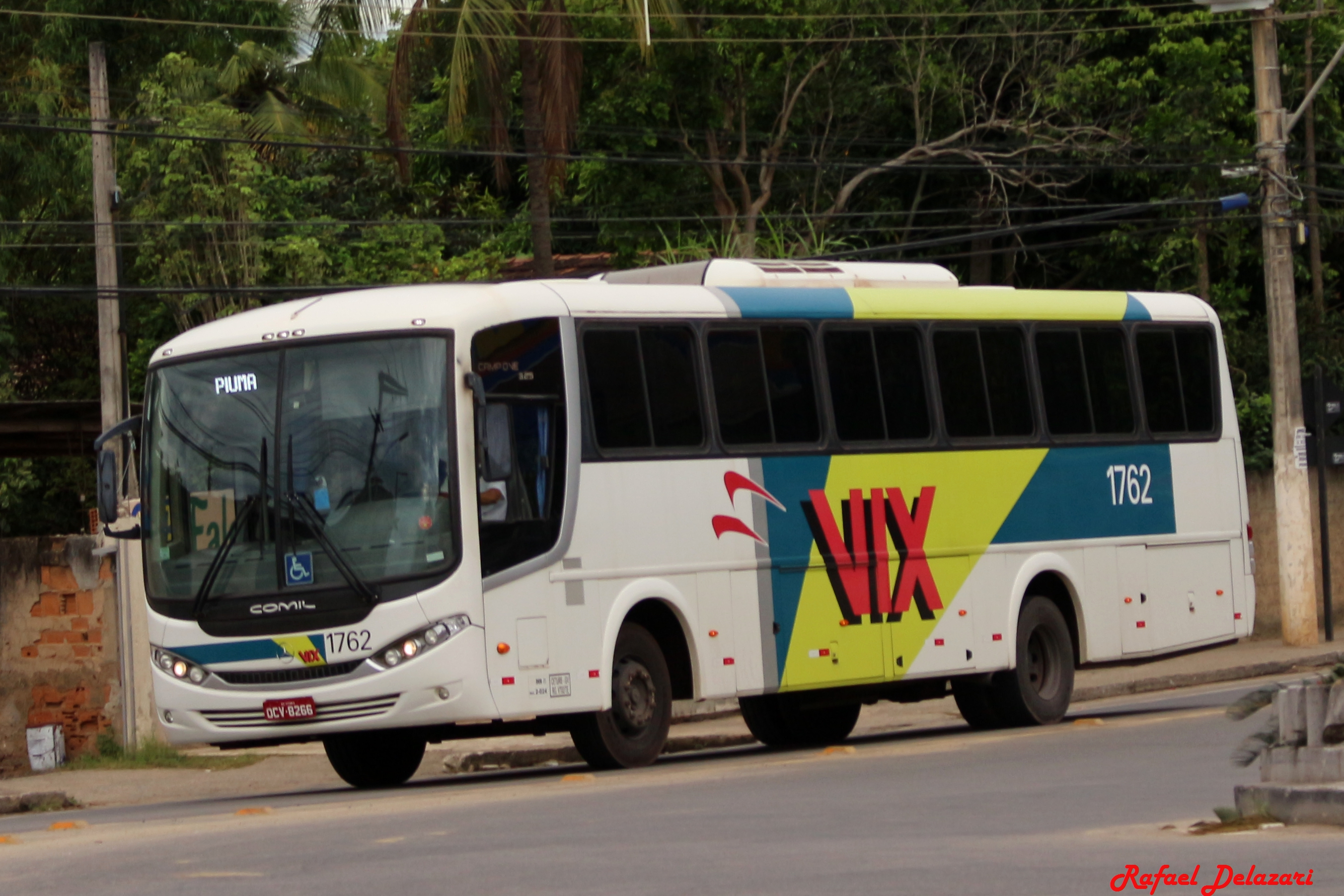
Campione III 3.25
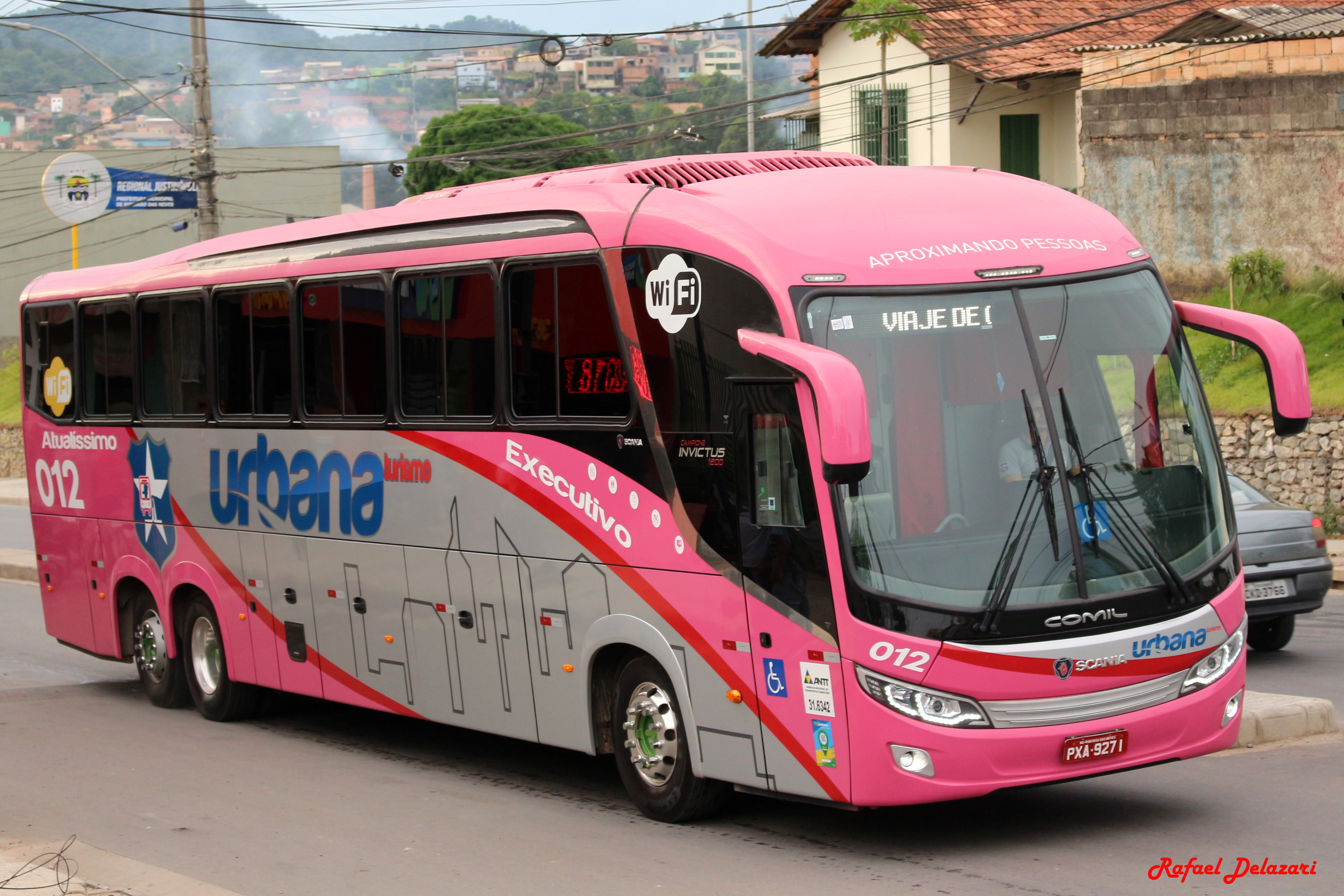
Campione Invictus 1200
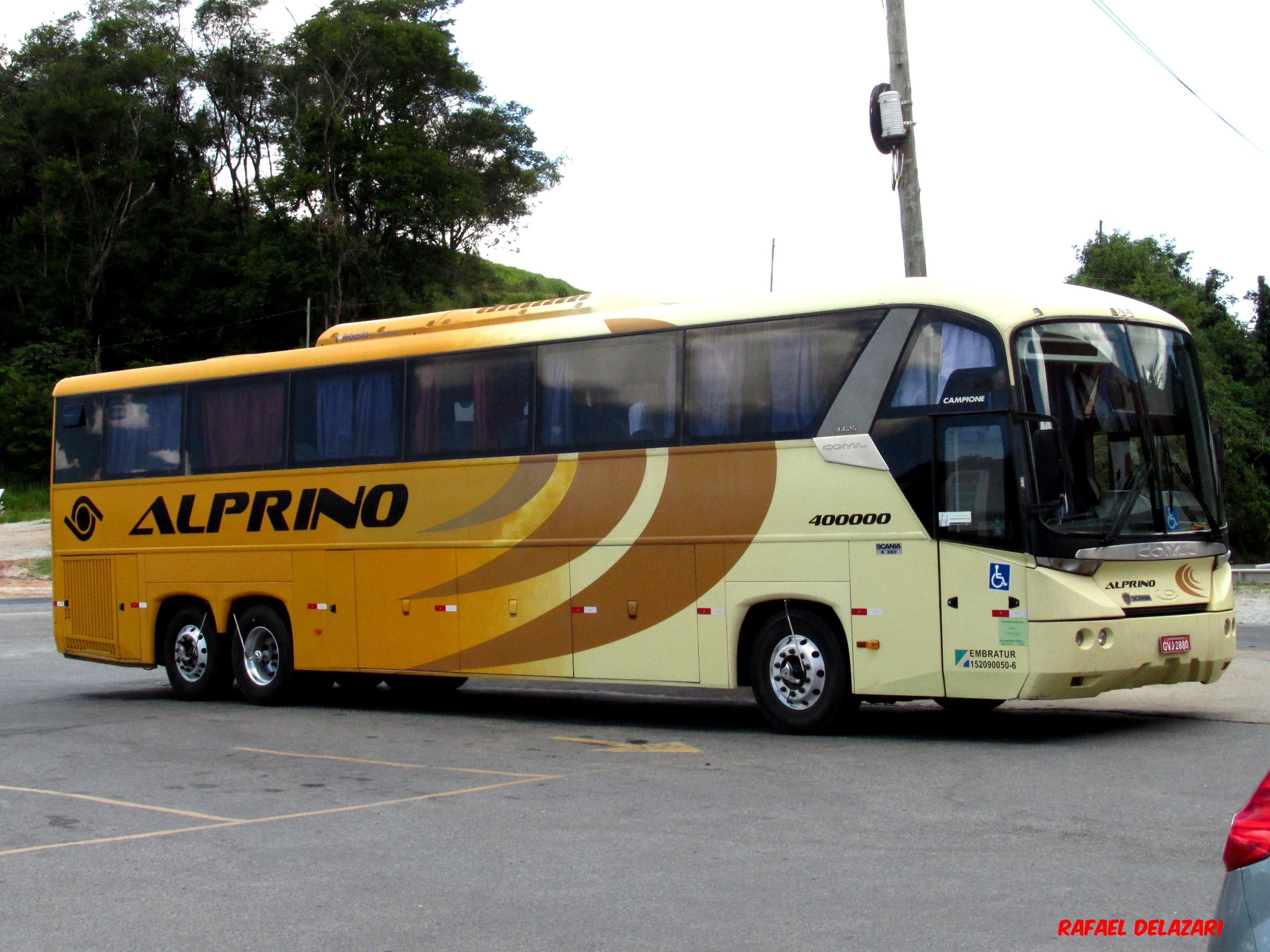
Campione 3.65X
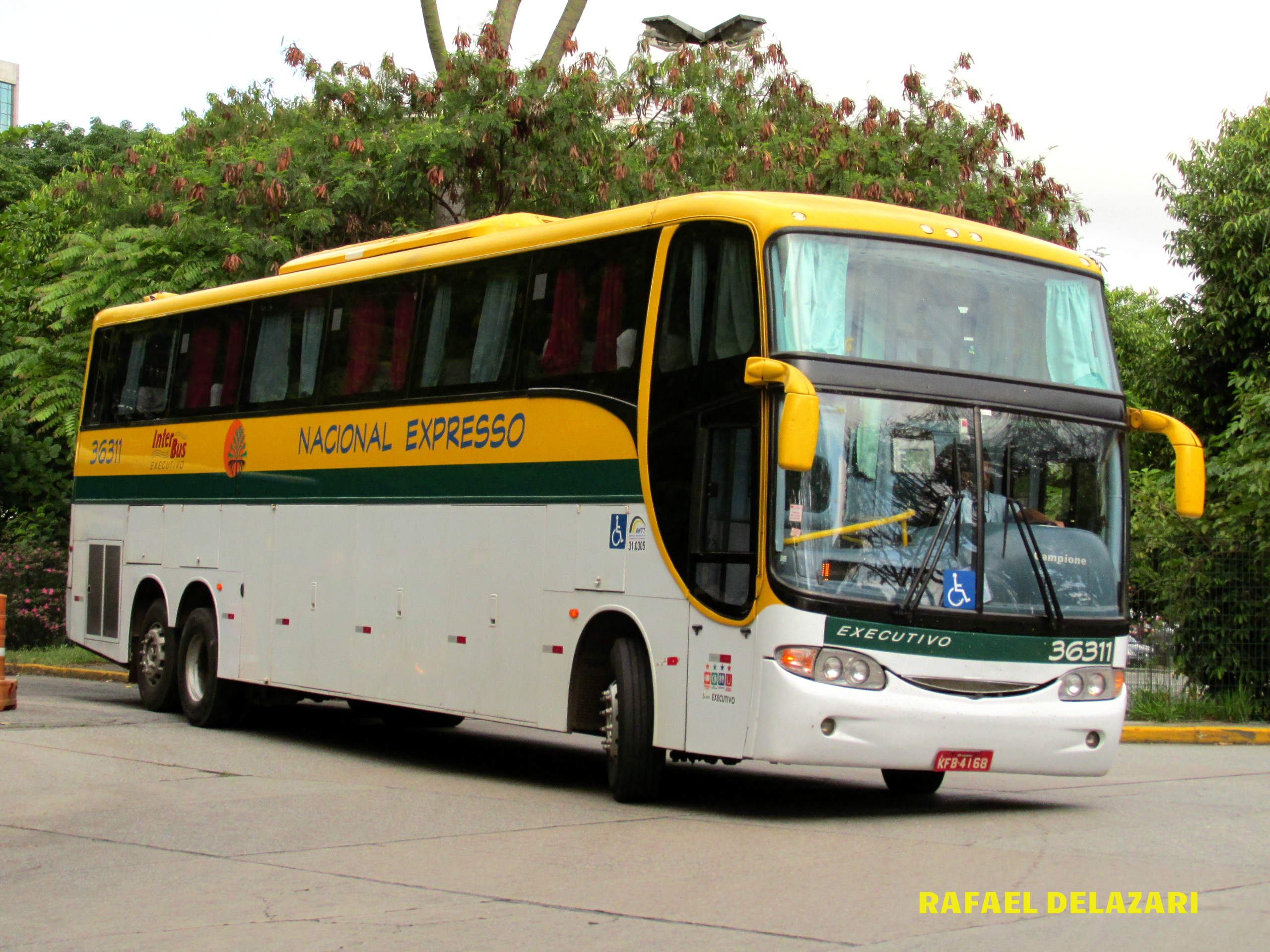
Campione I 3.85
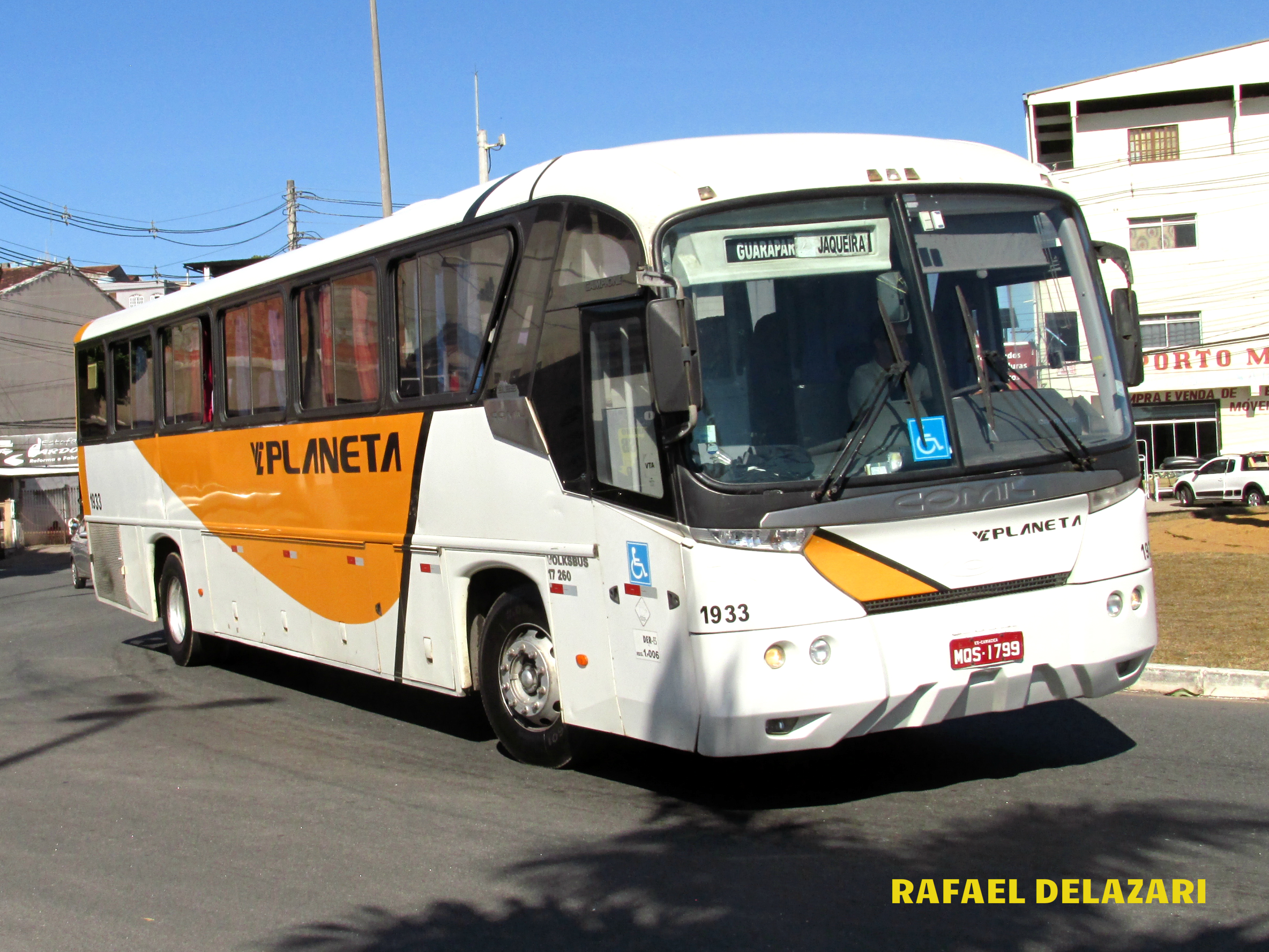
Campione 3.25X
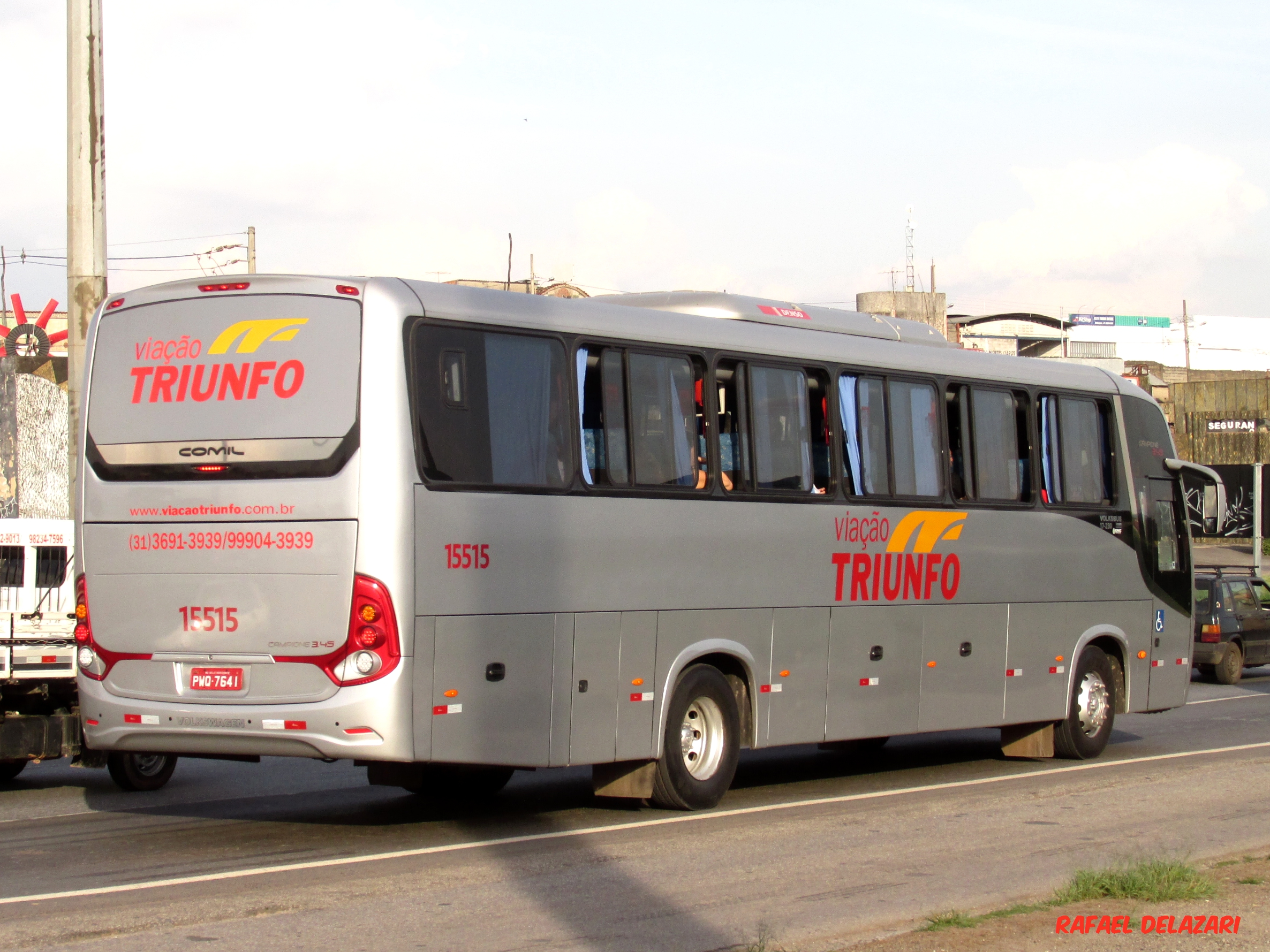
Campione IV 3.45
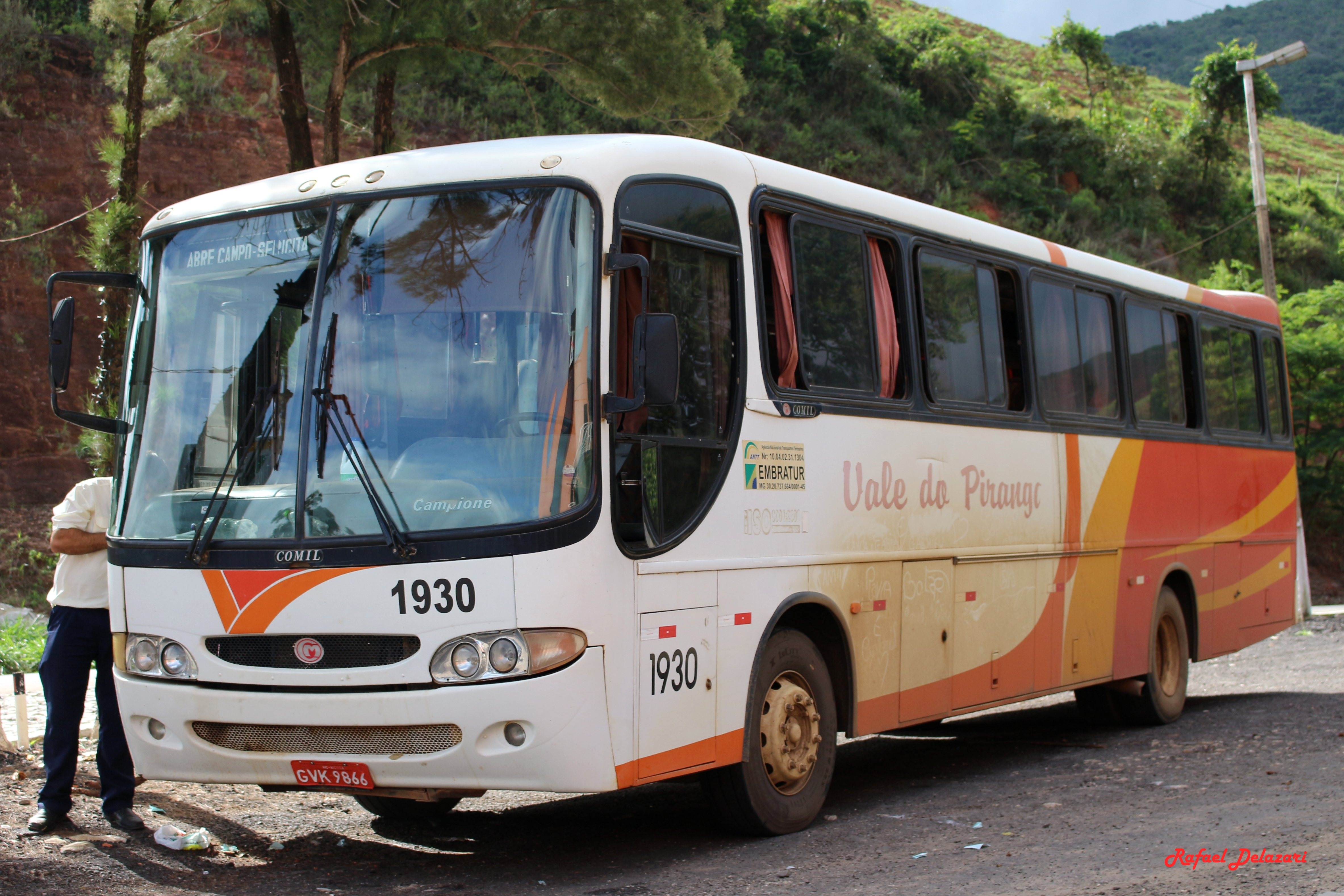
Campione I 3.25
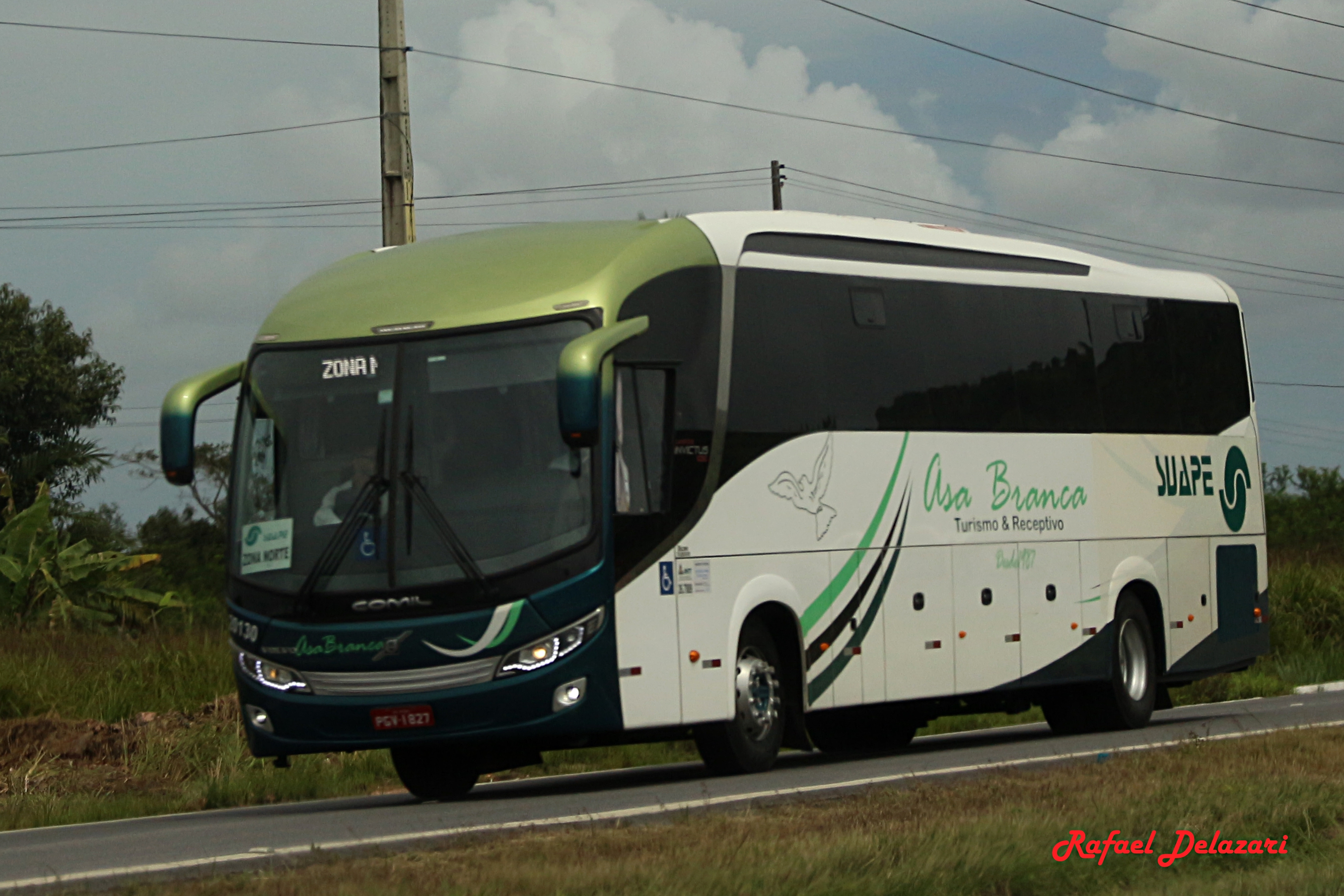
Campione Invictus 1050
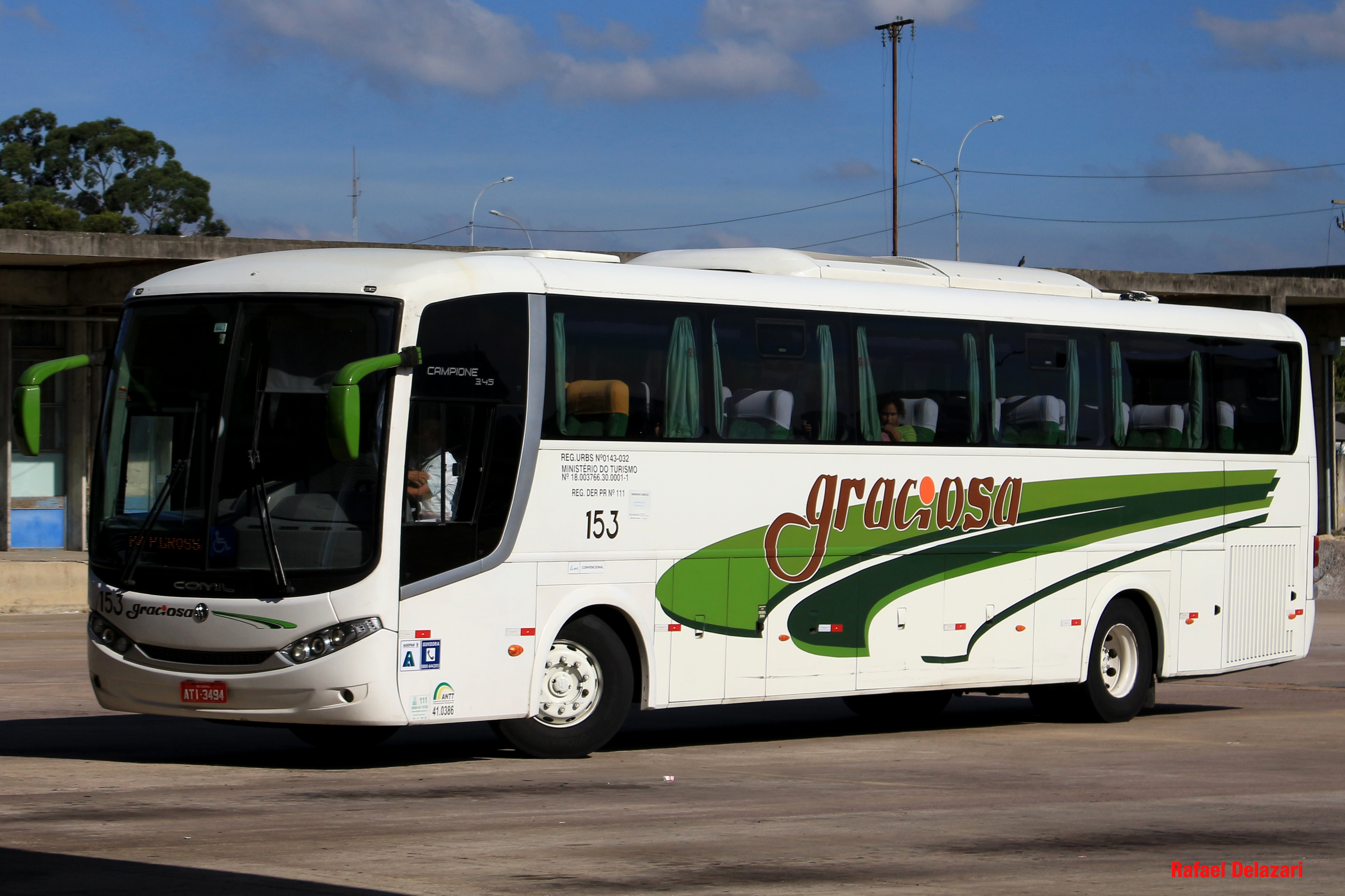
Campione III 3.45
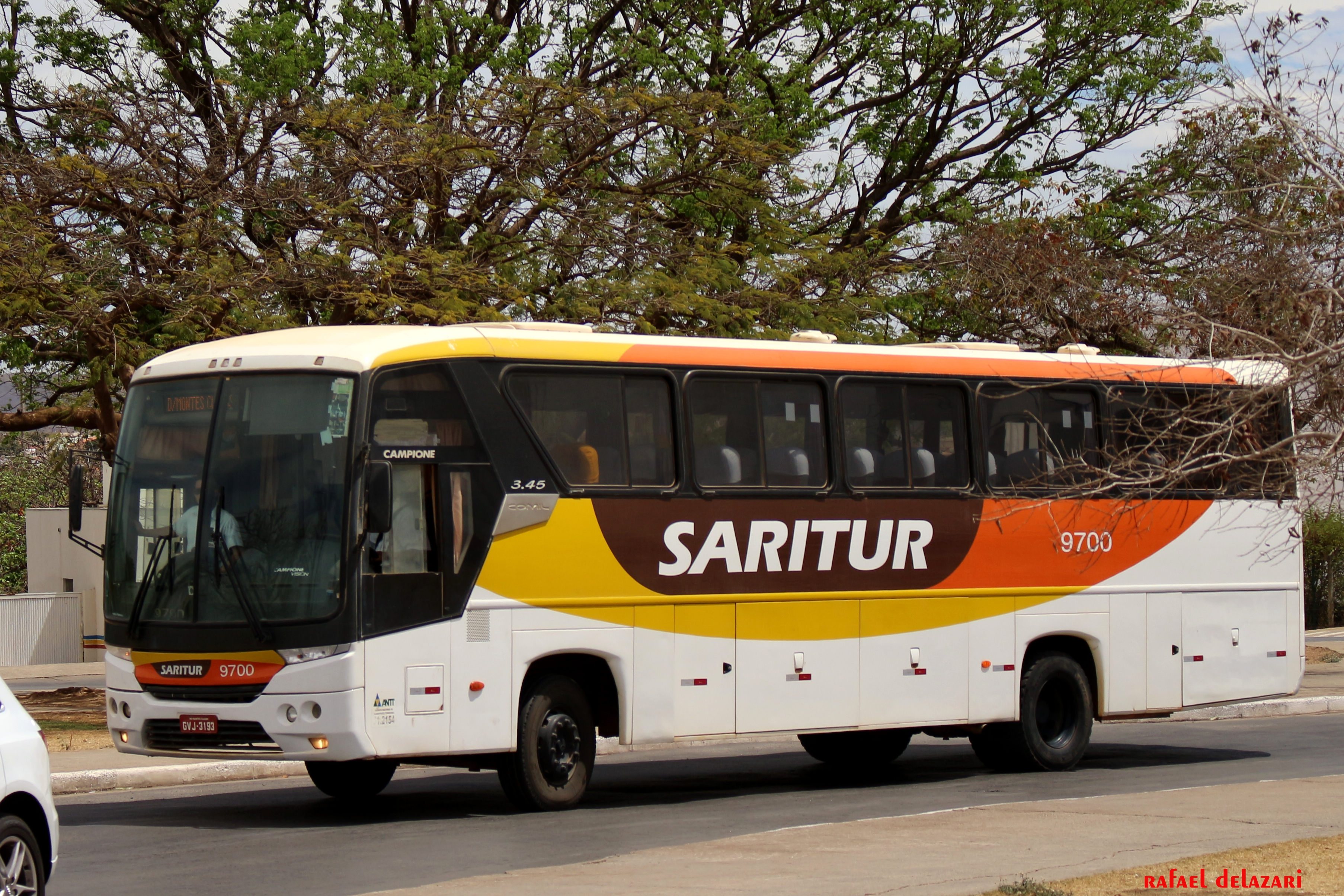
Campione Vision 3.45
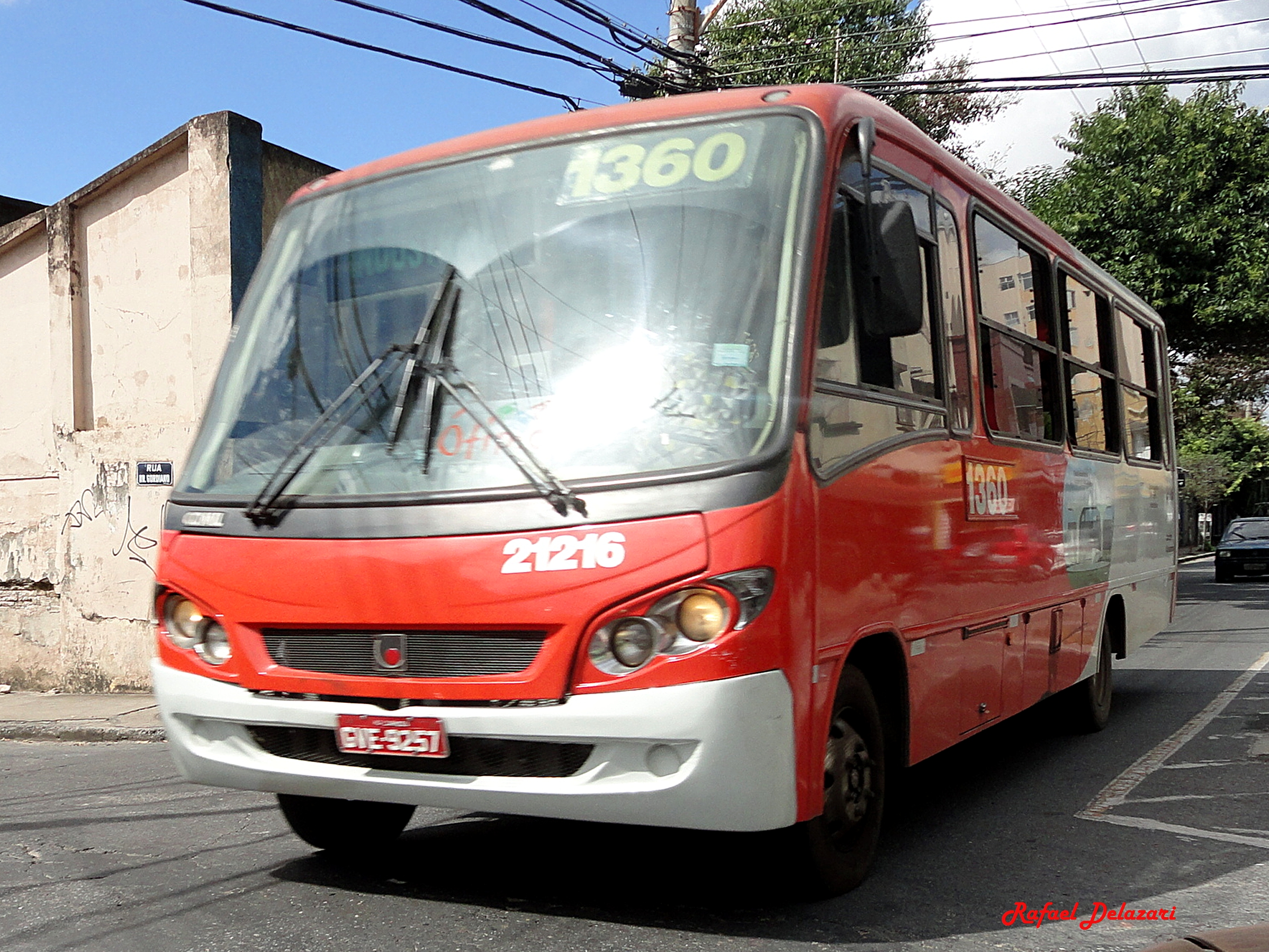
Piá II
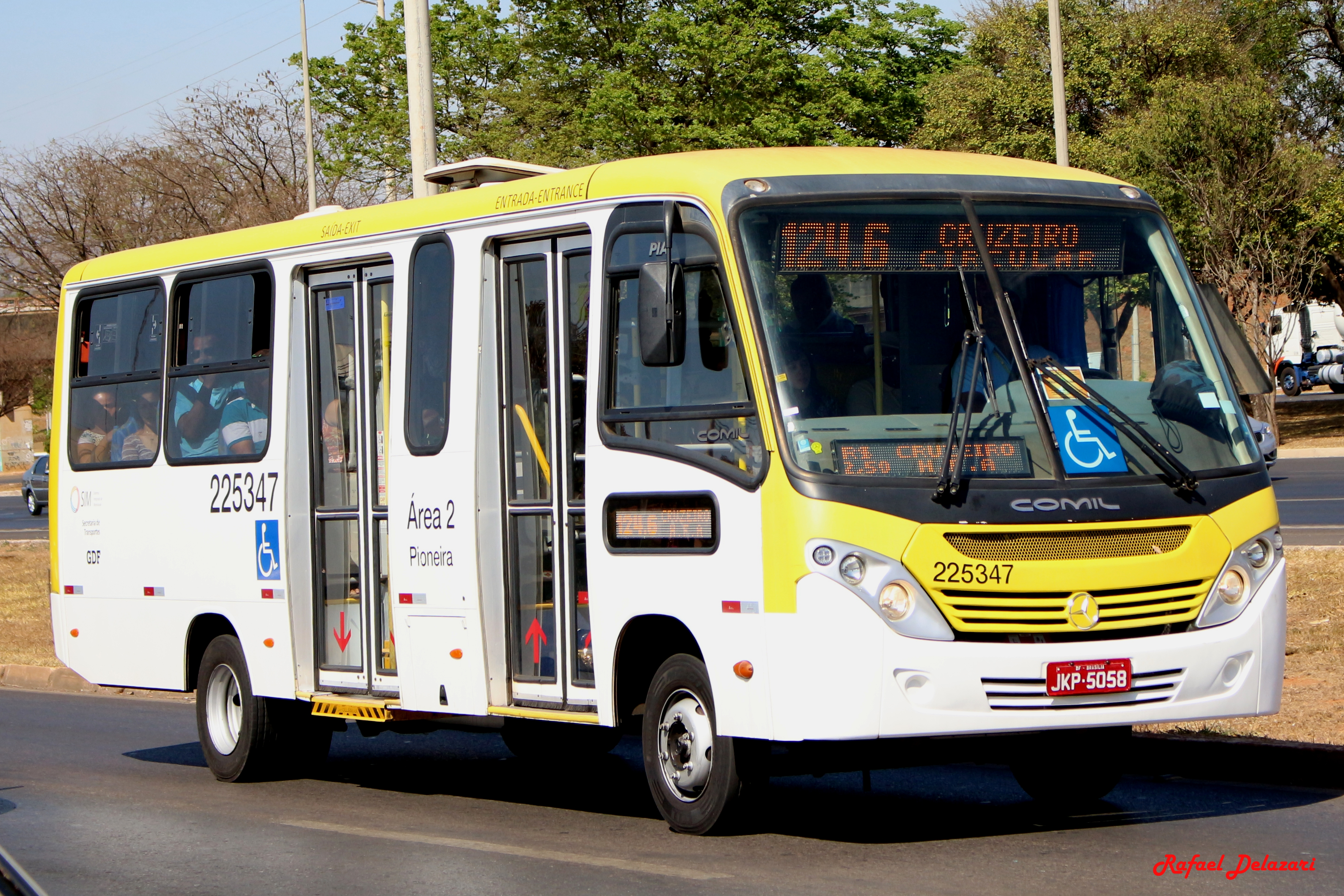
Piá III
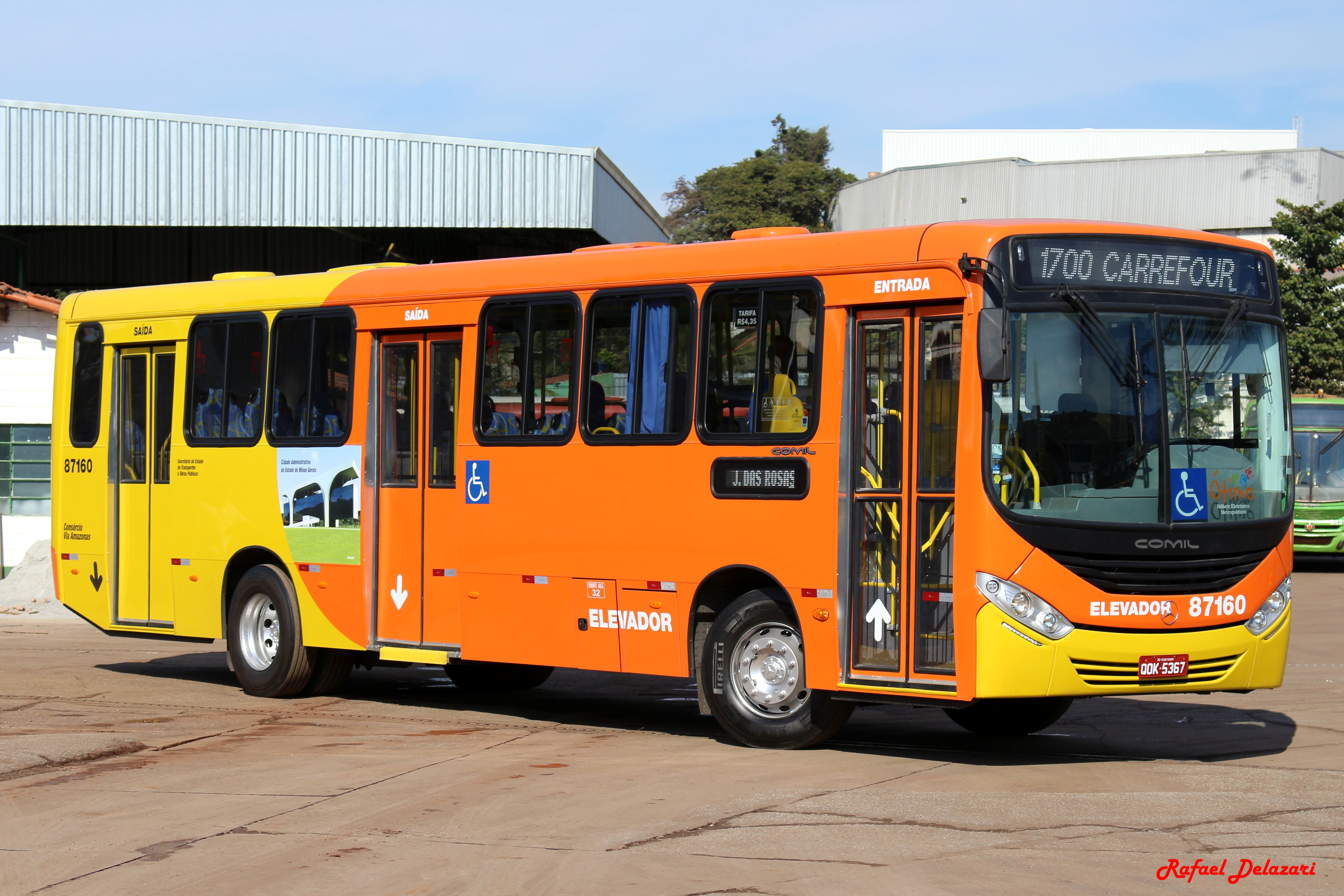
Svelto VI
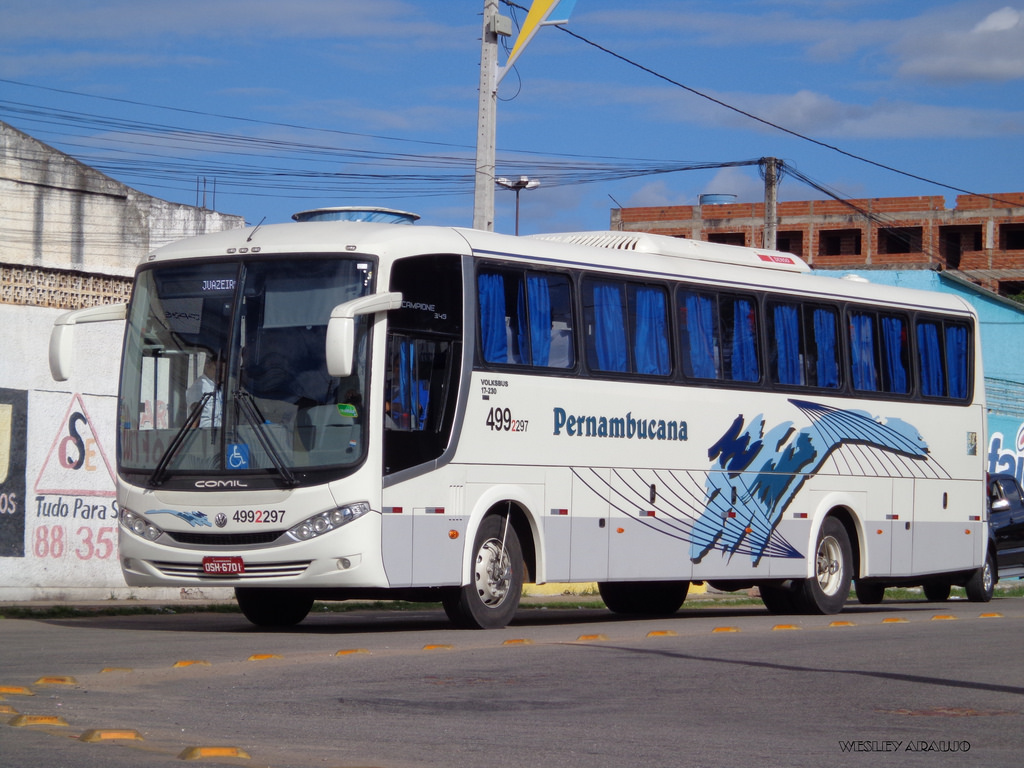
Campione III 3.45